# Torque (colar)

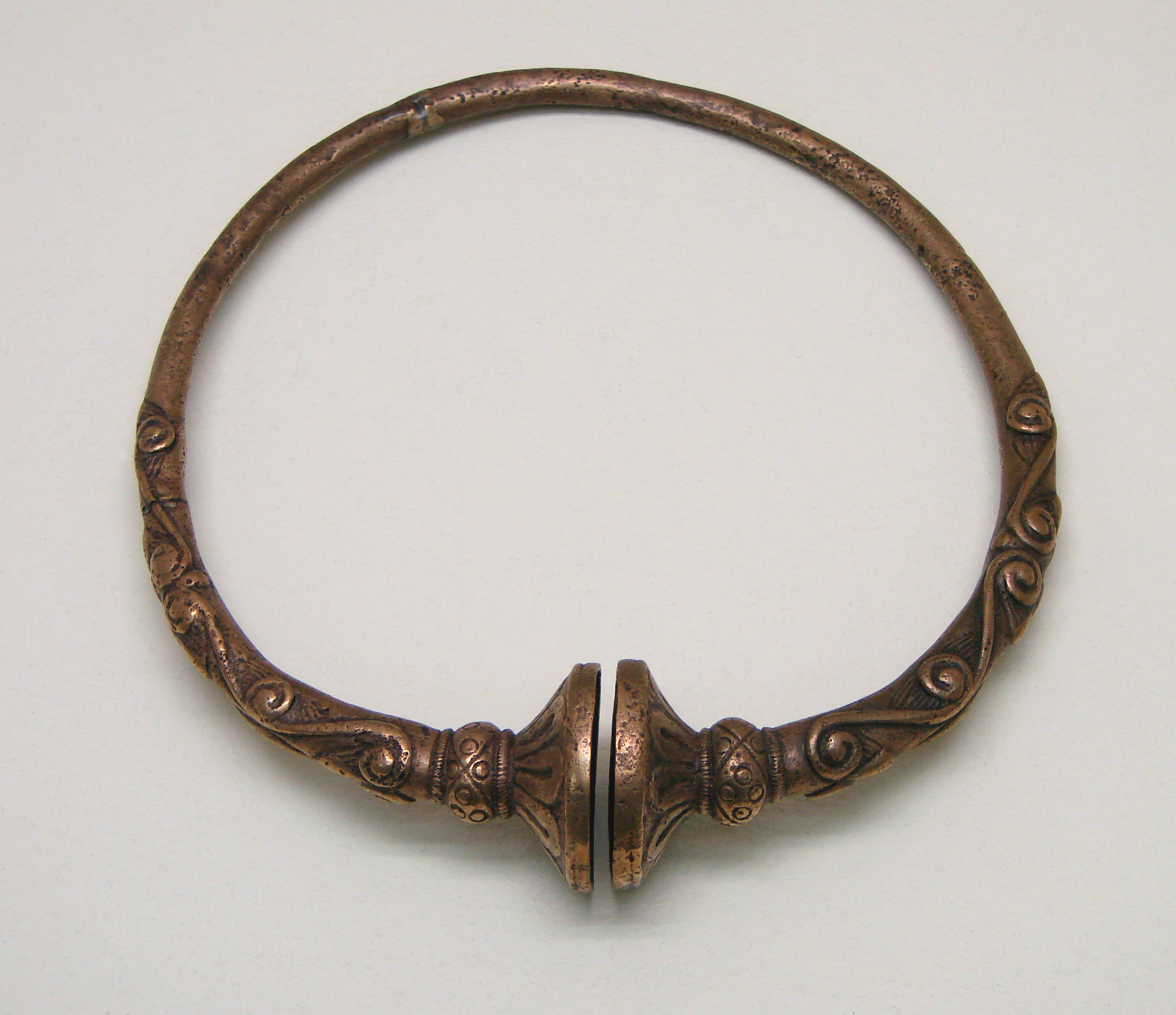
Exemplar de bronze do século IV a.C., França

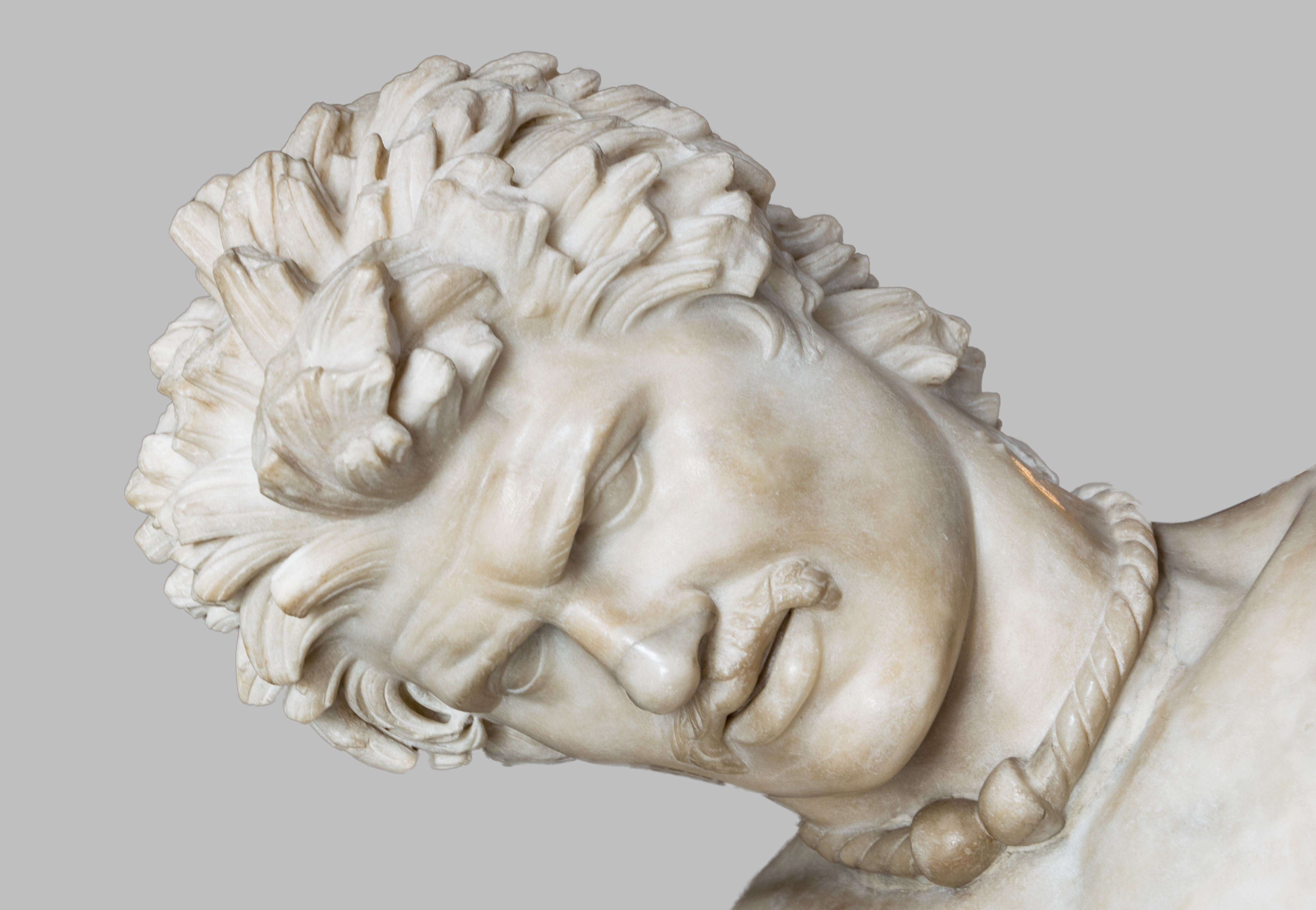
Detalhe de Gaulês moribundo, estátua romana com um torque. Museus Capitolinos, Roma

Um torque, também escrito torq ou torc, é um grande colar rígido em metal, feito como uma peça única ou a partir de fios torcidos juntos. A grande maioria é aberta na frente, embora alguns tenham fechos de gancho e argola e travas de caixa e espiga para fechá-los. Muitos parecem projetados para uso quase permanente e seriam difíceis de remover.
Torques foram encontrados em culturas citas, ilírias, trácias, celtas e outras culturas da Idade do Ferro europeia por volta do século VIII a.C ao século III d.C.. Para os celtas da Idade do Ferro, o torque de ouro parece ter sido um objeto chave. Ele identificava o usuário — geralmente do sexo feminino até o século III a.C., e depois do sexo masculino — como uma pessoa de alto escalão, e muitas das melhores obras da antiga arte celta são torques. Os torques celtas desapareceram no Período de Migração, mas durante a Era Viking os colares de metal estilo torque, principalmente em prata, voltaram à moda. Colares semelhantes também faziam parte dos estilos de joias de várias outras culturas e períodos.

## Terminologia e definição
A palavra vem do latim torquis (ou torques ), de torqueo, torcer, devido ao formato torcido que muitos dos anéis apresentam. Normalmente, os anéis de pescoço que abrem na frente quando usados são chamados de torques e aqueles que abrem na parte de trás de colares. Pulseiras e braceletes menores usados no pulso ou na parte superior do braço às vezes compartilham formas muito semelhantes. Torques eram feitos de hastes metálicas simples ou múltiplas entrelaçadas, ou cordas de arame torcido. A maioria dos que foram encontrados são feitos de ouro ou bronze, menos frequentemente de prata, ferro ou outros metais (ouro, bronze e prata sobrevivem melhor do que outros metais quando enterrados por longos períodos).
Exemplos elaborados, às vezes ocos, usavam uma variedade de técnicas, mas a decoração complexa geralmente começava por fundição e depois era trabalhada por outras técnicas. O Tesouro de Ipswich inclui torques inacabados que dão evidências claras das etapas do trabalho. terminações de extremidade plana são chamadas de amortecedoras, e em tipos como o formato de amortecedor fundido, onde o que se assemelha a duas terminações são na verdade uma única peça, o elemento é chamado de falha.

## Idade do Bronze na Europa e no Oriente
Existem vários tipos de colares rígidos de ouro e às vezes de bronze da Idade do Bronze Tardia na Europa, por volta de 1200 a.C., muitos dos quais são classificados como torques. Eles são em sua maioria torcidos em várias conformações, incluindo o tipo “fita torcida”, onde uma fina tira de ouro é torcida em espiral. Outros exemplos torcem uma barra com seção quadrada ou em formato de X, ou apenas usam fio redondo, com ambos os tipos dos séculos XII ou XI a.C. são alguns exemplares encontrados em Tiers Cross, Pembrokeshire, País de Gales. O Tesouro de Milton Keynes continha dois grandes exemplos de formas arredondadas mais grossas, também usadas em pulseiras.

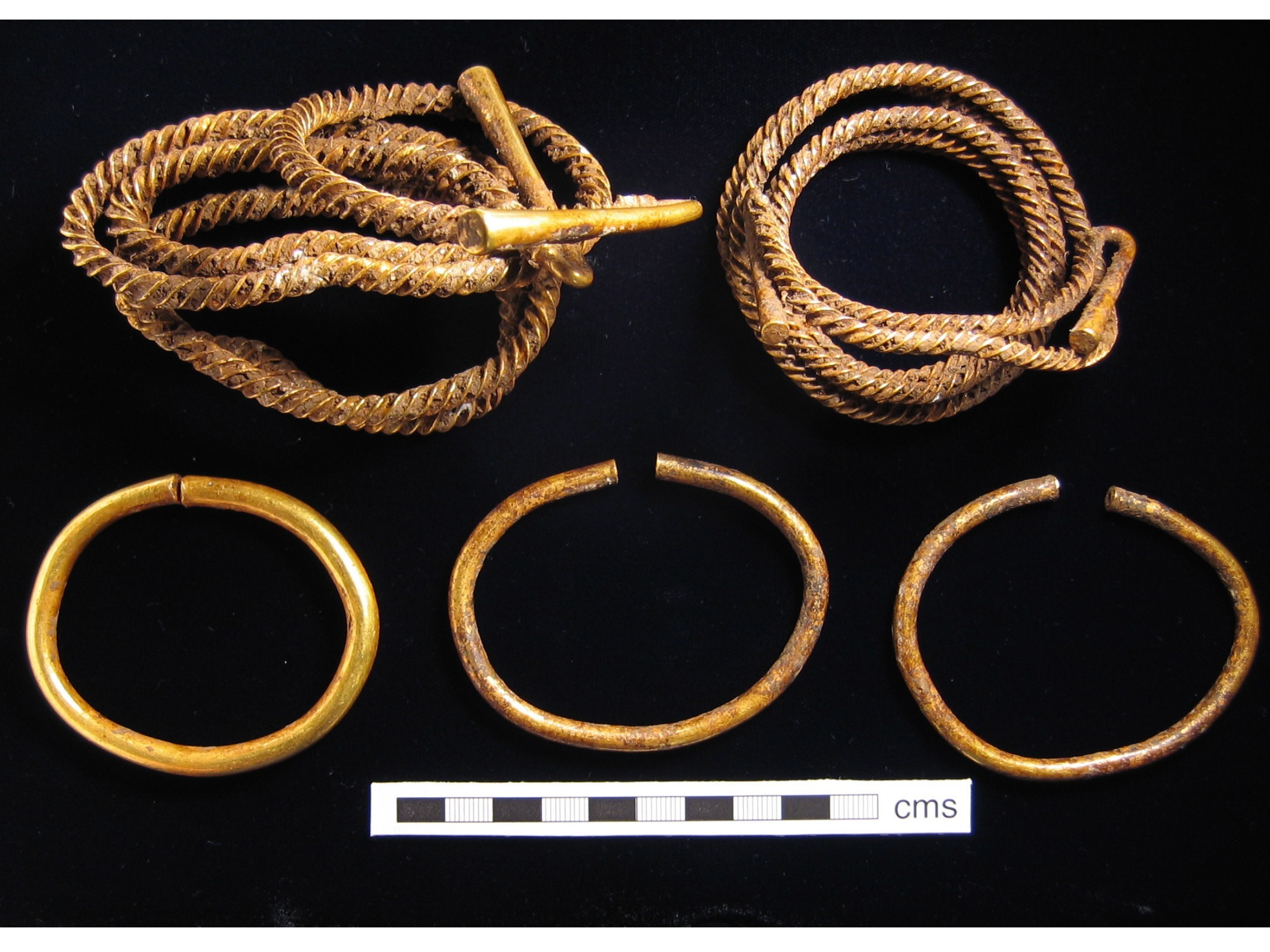
Dois torques de barra torcida da Idade do Bronze com terminações cilíndricas alargadas, como frequentemente encontrados dobrados, com pulseiras. Inglaterra

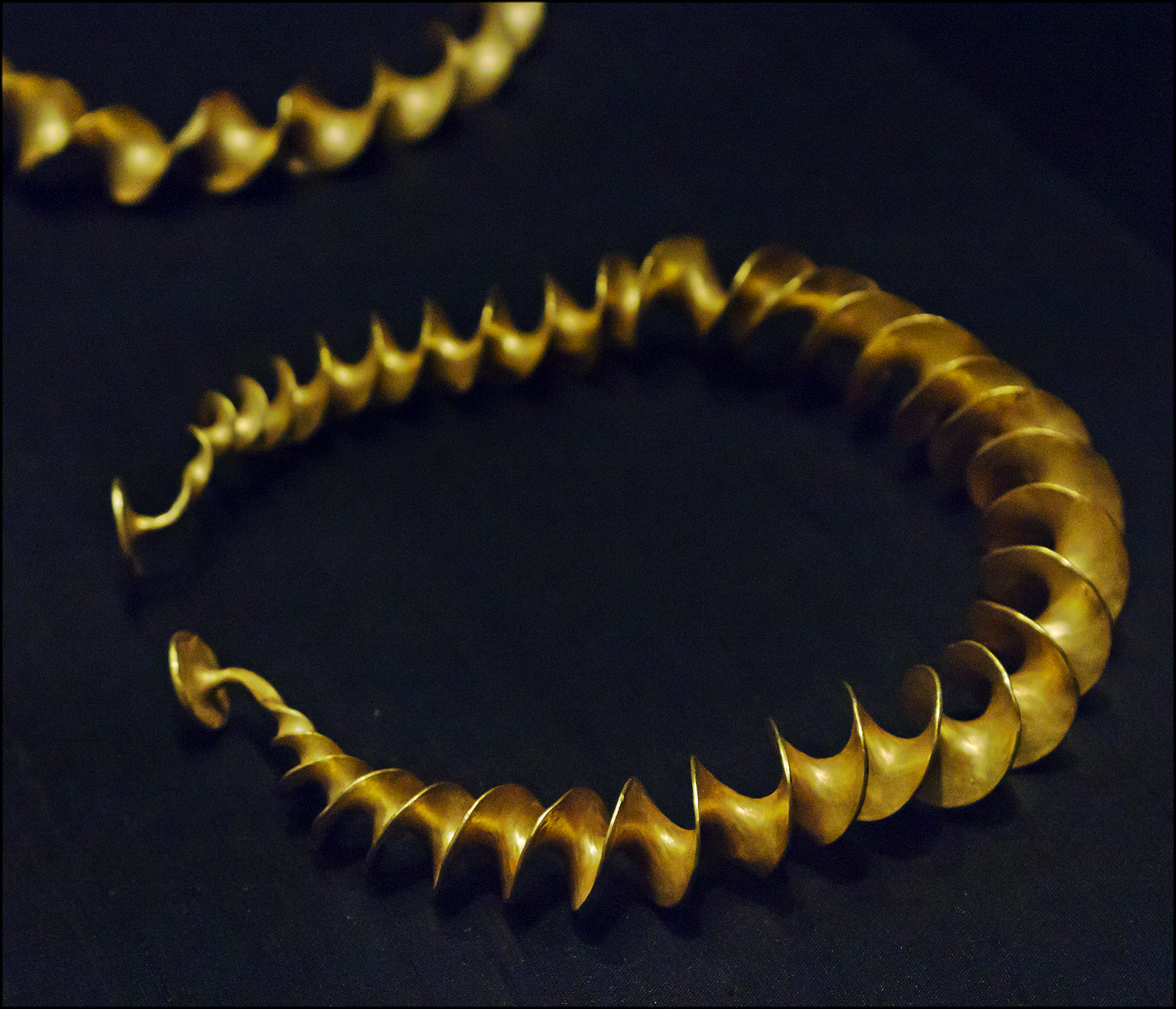
Torque de fita espiral de ouro complexo do Tesouro de Stirling, Escócia.

As terminações não são enfatizadas como nos torques típicos da Idade do Ferro, embora muitos possam ser fechados conectando-se as terminações simples. Muitos desses torques são pequenos demais para serem usados no pescoço de um adulto e eram usados como pulseiras ou braceletes, ou por crianças ou estátuas. Os arqueólogos acham difícil datar muitos torques, com alguns acreditando que eles foram retidos por períodos de séculos como heranças, e outros acreditando que houve dois períodos de produção. Diferentes proporções de prata no ouro de outros objetos — normalmente até 15% na Idade do Bronze, mas até 20% na Idade do Ferro — podem ajudar a decidir a questão. Existem vários torques de ouro alargados com uma seção em forma de C no enorme tesouro de ouro da Idade do Bronze Tardia de Mooghaun North, de 800 a 700 a.C., encontrado no condado de Clare, na Irlanda.
Ao leste, os torques aparecem na arte cita do início da Idade do Ferro e incluem uma decoração classicizante baseada em estilos do leste. Torques também são encontrados na arte traco-ciméria, no cemitério de Tolstaya e no kurgan Karagodeuashk (área de Cubã), ambos datados do século IV a.C.. Um torque faz parte do Tesouro de Pereshchepina que data do século 7 d.C.. Torques finos, muitas vezes com terminações de cabeça de animal, são encontrados na arte do Império Persa Aquemênida, com alguns outros elementos derivados da arte cita.

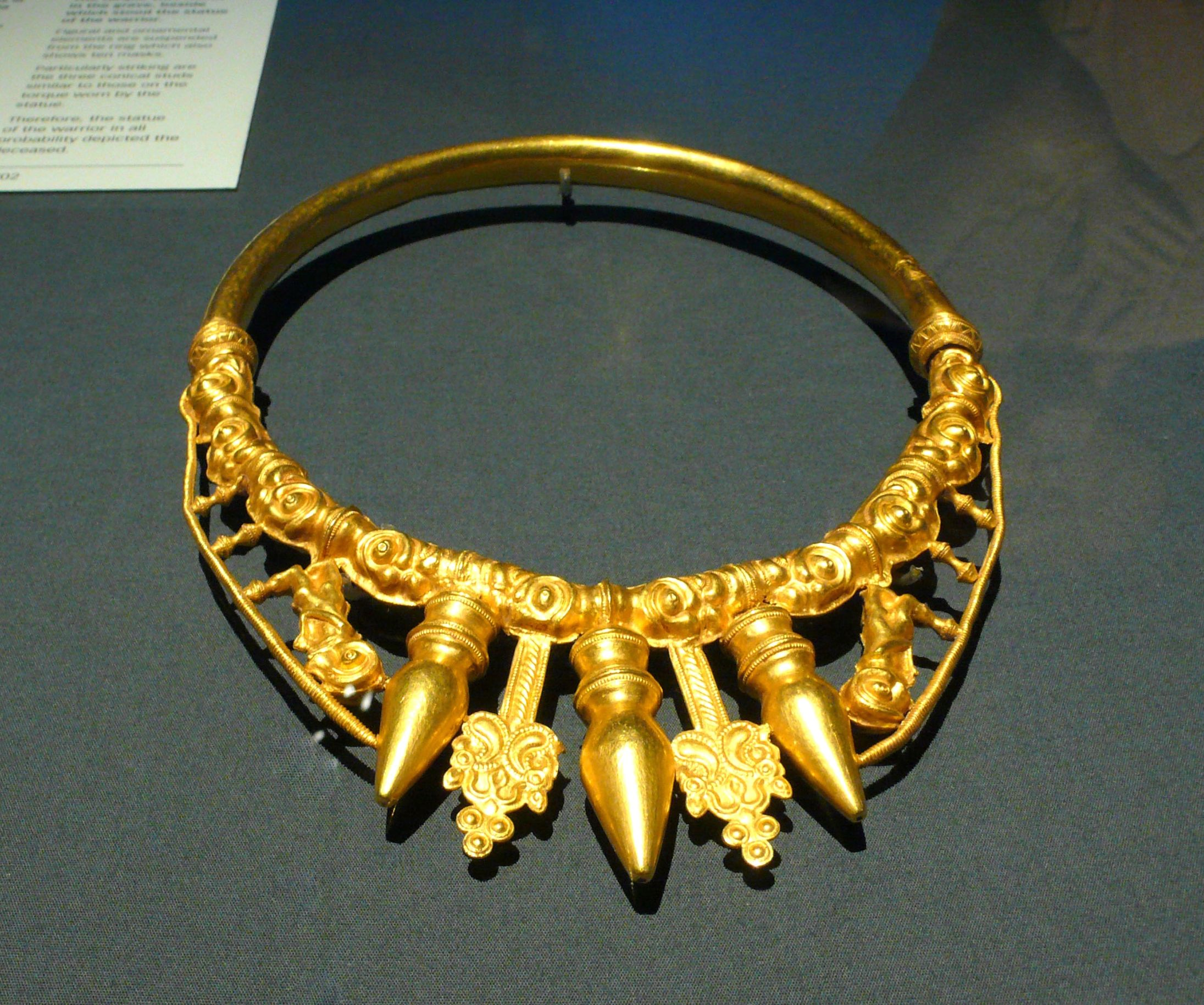
Torque celta de ouro com três balaústres e decoração incluindo animais, encontrado em Glauberg, Alemanha, 400 a.C.

Deuses e deusas da mitologia celta, algumas vezes, são representados utilizando ou carregando torques, como em imagens do deus Cernuno utilizando um torque no pescoço, com outros pendurados em seus chifres e sendo carregados à mão, como no caldeirão de Gundestrup. Isso pode representar a deidade como fonte de poder e riquezas, visto que o torque era sinal de nobreza e alto status social.
A famosa cópia romana da escultura grega original, o Gaulês moribundo representa um guerreiro gaulês ferido, nu em todas as partes, exceto por um torque — como Políbio descreveu, gesetas, os guerreiros celtas do atual norte da Itália, lutando na Batalha de Telamão em 225 a.C.. Uma das mais antigas representações de um torque pode ser encontrada no Guerreiro de Hirschlanden (século XVI a.C.). Grande parte das poucas estátuas celtas de figuras humanas, a maioria masculina, são representadas utilizando torques.
Outra função possível que foi proposta a utilização de torques incluí o uso como chocalhos em rituais — visto que alguns possuem pequenas pedras ou peças de metal dentro — e algumas representações de figuras que se pensam ser deidades, carregam torques na mão dessa maneira. Alguns são muito pesados para que se use por muito tempo, e podem ter sido feitos para serem colocados em estátuas de culto. Poucos dessas restam, já que muitas podem ter sido feitas de madeira. Torques eram claramente valiosos, e geralmente encontrados quebrados em pequenas peças, então ser uma moeda de troca pode ter sido parte importante de seu uso. Foi notado que os exemplares de ouro da Ibéria parecem ter sido feitos a um peso fixo múltiplo a um shekel fenício.
Juntamente aos braceletes, toques são a "categoria mais importante do ouro celta"; em contraste, anéis eram menos comum entre os celtas primitivos. Os torques celtas mais antigos são, principalmente, encontrados em tumbas de mulheres, como por exemplo, o torque de ouro do período La Tène na tumba de uma princesa, encontrada em Waldalgesheim, Alemanha e outras encontradas em tumbas femininas em Vix, França e Reinheim.  Outro exemplar de La Tène foi encontrado como parte de um tesouro ou depósito ritualístico enterrado perto de Erstfeld, Suíça. É pensado por alguns autores que o torque foi um ornamento majoritariamente feminino até o final do século III a.C., quando se tornou um atributo de guerreiros. No entanto, existe evidência de uso masculino no período primitivo; em uma rica tumba dupla do período Hallstatt em Hochmichele, o homem usa um torque de ferro e a mulher um colar com pedras. Um torque pesado de prata sobre um núcleo de ferro com terminações de cabeça de touro, pesando mais de 6kg, de Trichtingen, Alemanha, provavelmente data do século II a.C..

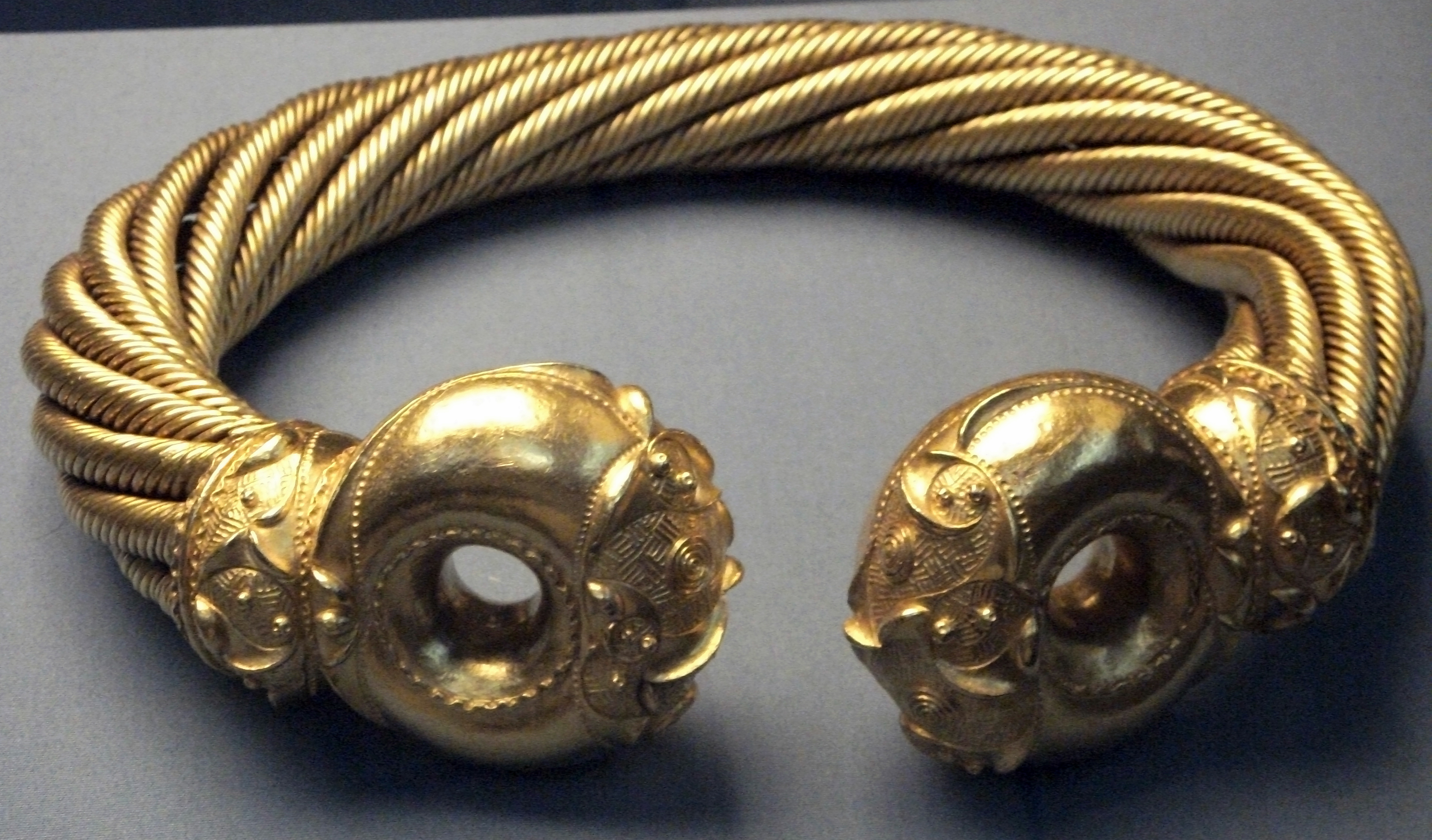
O Torque de Snettisham contém um quilograma de ouro. Foi encontrado em Norfolk, Inglaterra.

Muitos achados de torques, especialmente em grupos e associados a outros itens de valor, mas não a um enterro, são claramente depósitos deliberados, mas com sua função incerta. Eles podem ter sido depósitos de rituais ou escondidos para segurança em tempos de guerra. Alguns podem representar o progresso do trabalho de uma oficina. Após o período primitivo, torques foram especialmente proeminentes nas culturas celtas, alcançando até a costa do Atlântico, da Espanha moderna à Irlanda, e em ambos os lados do Canal da Mancha. 
Alguns torques com trabalhos muito elaborados com sinais de inspiração em um estilo tardio La Tène foram encontrados na Grã-Bretanha e Irlanda, datados entre os séculos III a I a.C.. Talvez haja uma conexão com uma tradição antiga das ilhas Britânicas de colares de ouro elaborados nas formas de lúnulas, que parecem centrados na Irlanda da Idade do Bronze; e depois de colares largos — curvos ou retos.Os torques mais elaborados Insulares tardios são grossos e muitas vezes ocos, alguns com terminações formando um anel ou torção. O exemplar inglês mais famoso é o Torque de Snettisham, de eletro, do século I a.C. encontrado em Norfolk. Enquanto o único torque oco do Tesouro de Broighter Gold, com decorações em relevo em toda a volta, é o exemplar mais rico de seu tipo da Irlanda, também do século I a.C.. O Tesouro Stirling, com uma descoberta rara na Escócia de quatro torques de ouro, dois deles de metal torcido, datando do século III a I a.C., foi encontrado em setembro de 2009.

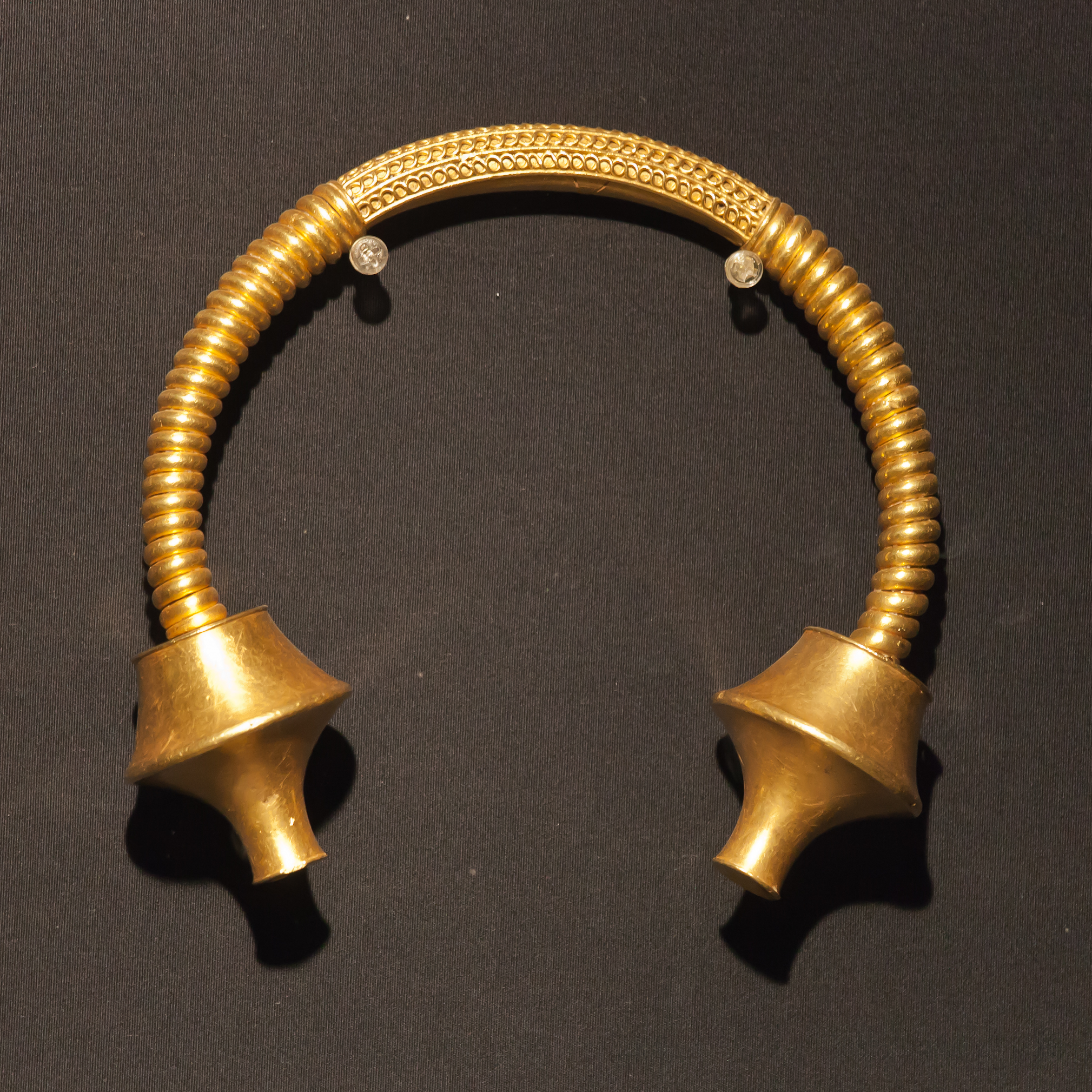
Torque de Burela, Galiza, com terminais scotiae de dupla moldagem, e decoração de argola. Com 1,812kg, é o torque ibérico mais pesado.

O romano Tito Mânlio em 361 a.C. desafiou um gaulês à um combate, matou-o e tomou seu torque. Por estar sempre usando-o, recebeu o apelido Torquato (aquele que usa um torque), o nome foi adotado pela família. Após isso, romanos adotaram o torque como uma condecoração à guerreiros notáveis e unidades de elite do período republicano. Poucos torques romanos foram descobertos. Plínio, o Velho registra que após uma batalha em 386 a.C. (muito antes de seu nascimento) os romanos descobriram 183 torques dos celtas mortos, pilhagens semelhantes são mencionadas por outros autores.
Não é claro se o Guerreiro de Vacheres galo-romano, uma escultura de um soldado em roupas militares romanas, carrega um torque como parte de seu uniforme romano ou como reflexo de sua origem celta. Quintiliano diz que o Imperador Augusto foi presenteado pelos gauleses com um torque de ouro pesando 100 libras romanas (cerca de 33 kg), muito pesado para uso. Um torque do século I a.C. do Tesouro de Winchester é majoritariamente em estilo celta, mas usa a técnica romana de fio de ouro entrelaçado, sugerindo que existisse um presente diplomático de um romano para um rei tribal britânico.
Um exemplo muito mais tardio de torque usado como item cerimonial em Gales Medieval pode ser encontrado nos escritos de Geraldo de Gales. O autor escreveu que ainda existia um certo torque real que foi anteriormente usado pelo Príncipe Cynog ap Brychan de Brycheiniog (c. 492) e era conhecido como o colar de São Kynauc. Geraldo encontrou-o e descreveu a relíquia em primeira-mão enquanto viajava por Gales em 1188. Dela, comenta: "é mais como ouro em peso, natureza e cor; está em quatro peças redondas forjadas, ligadas artificialmente, e fendidas como se fosse no meio, com uma cabeça de cão, os dentes para fora; é estimada pelos habitantes, uma relíquia tão poderosa que nenhum homem ousa jurar falsamente quando é colocada ao seu lado". É, claro, possível que esse torque pré-datasse longamente o reinado do Príncipe Cynog e fosse uma relíquia reciclada durante A Era das Trevas Britânica (entre final do domínio romano e início do assentamento anglo-saxão) para ser utilizado como símbolo de autoridade real. Agora está perdido.
Existem menções em compilações medievais da mitologia irlandesa; por exemplo no Lebor Gabála Érenn (século XI), o qual descreve o rei mitológico Elatha como utilizando 5 torques de ouro ao encontrar-se com Ériu.

## Formas e decorações

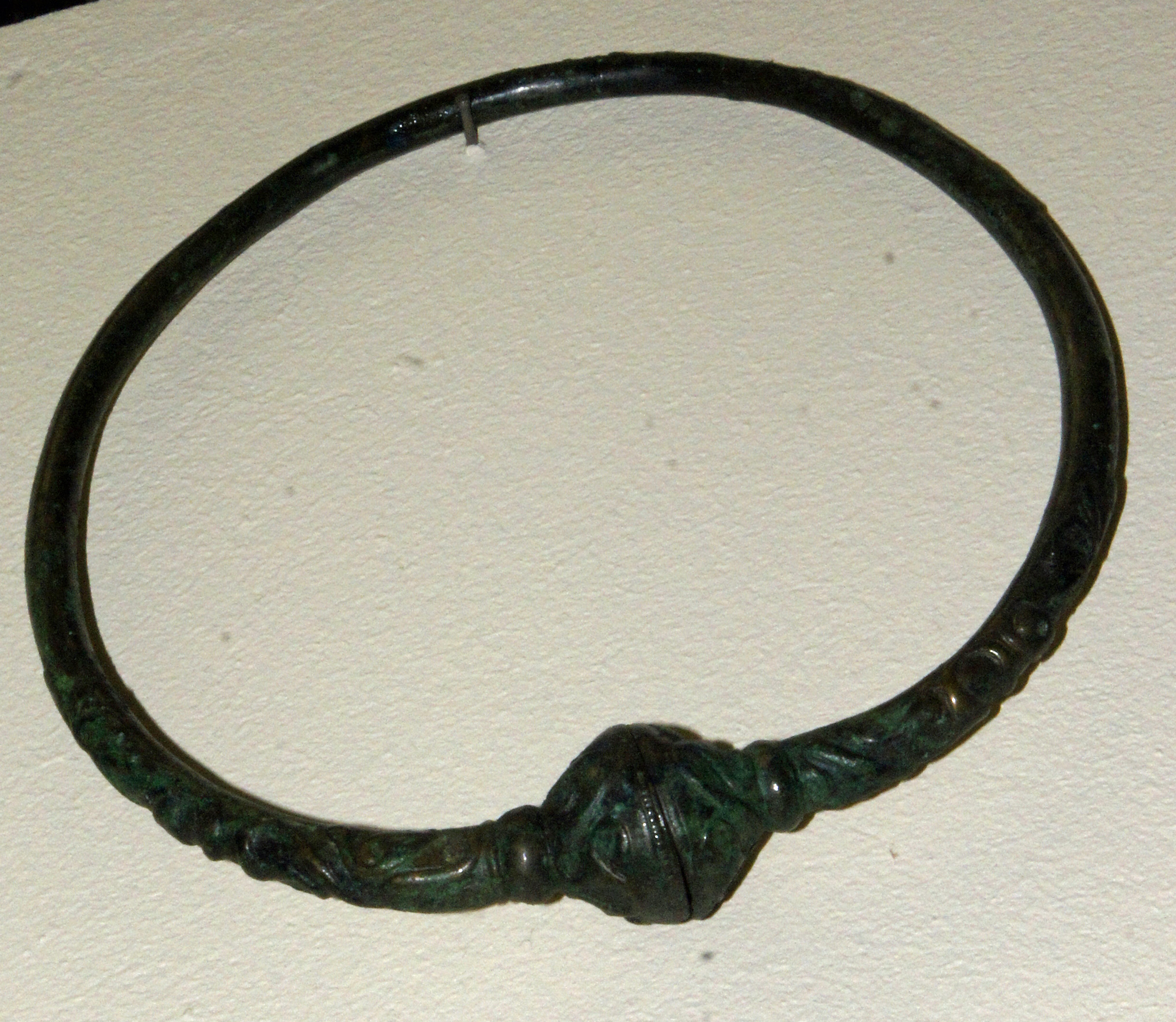
Tipo tampão fundido francês com "falha", c. 350 a.C.

Muitos torques aquemênidas são barras redondas únicas com cabeças de animais combinando,  olhando uma a outra de frente. Algumas formas celtas primitivas fogem do estilo comum do torque a faltar uma abertura na frente da, e ao invés, são grandemente decoradas na frente contínua, com elementos animais e linhas curtas de balaustres, com projeções arredondadas se dirigindo a um ponto cego; esses exemplos são vistos tanto no torque esculpido em pedra do Guerreiro de Glauberg como em um exemplar de ouro encontrado no mesmo ópído.

Em torques celtas tardios, praticamente todos retornam a ter uma fenda na garganta e grande ênfase nas duas terminações. O torque de Vix tem dois cavalos alados muito finamente feitos de pé em duas plataformas se projetando de lado logo antes dos terminais, que são círculos planos abaixo de pés de leão. Como outras peças de elite celtas no estilo orientalizado, as decorações mostram influência grega, mas não em um estilo clássico; algumas peças podem ter sido feitas por gregos ao gosto celta, ou uma oficina greco-etrusca, ou por celtas em treinamento no exterior.

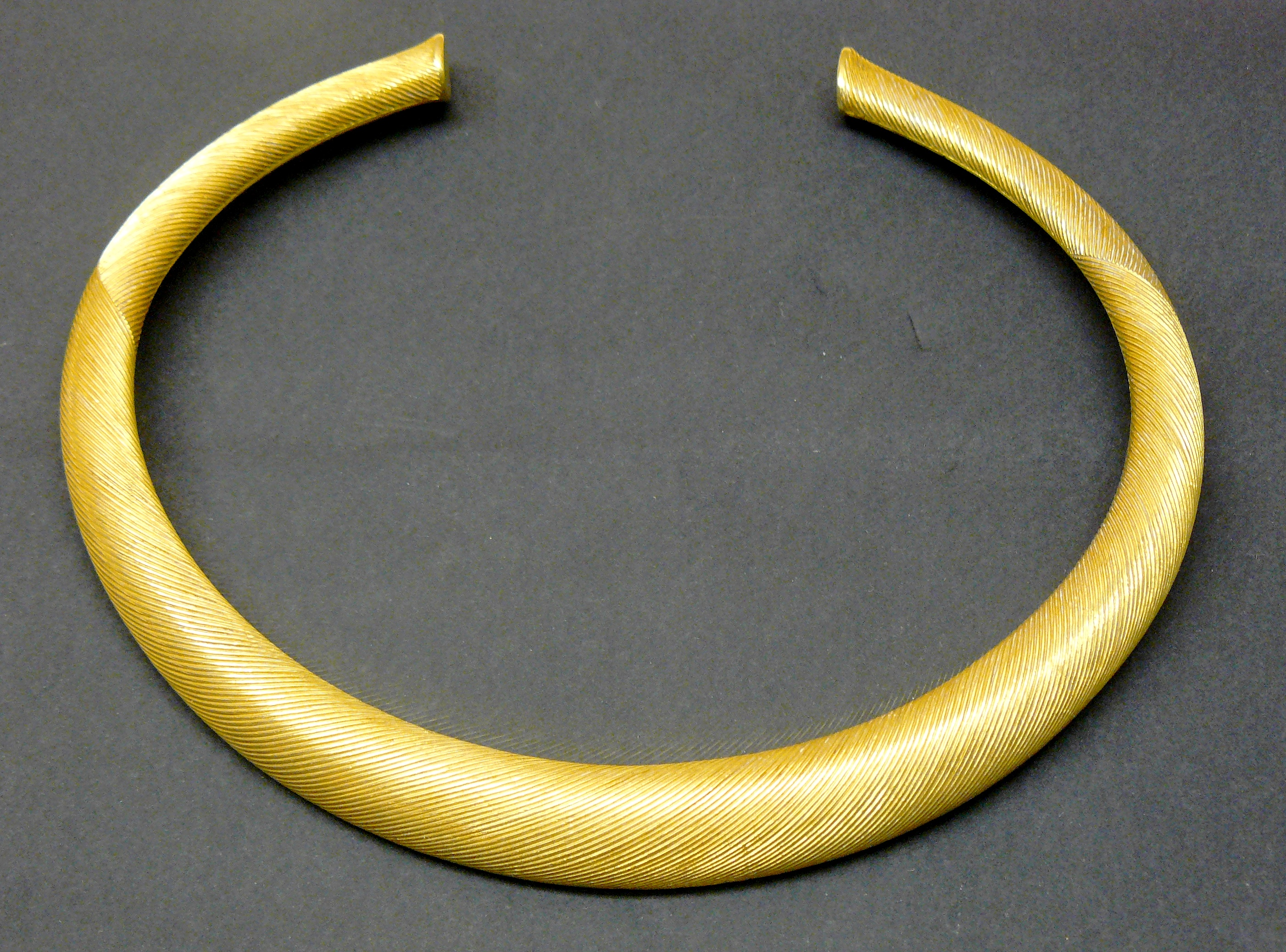
Elegante torque da Idade do Bronze em ouro estriado, norte da França, c. 1200–1000 a.C., pesando 794 gramas

Torques de laços em espiral, normalmente com terminações mínimas, que continuam um estilo da Idade do Bronze são encontrados no Tesouro de Stirling, na Escócia e em outros lugares: "apesar de termos mais de 110 exemplares Birtânicos (incluindo Irlanda) de torques de laço conhecidos, a datação desses ornamentos simples e flexíveis é enganosa", talvez indicando "uma preferência longa por torques de laço, que persistiu por mais de 1000 anos". As terminações eram muitas vezes para apertar o torque à garganta do utilizador. Outros torques celtas podem ter usado maneiras variadas para formar o aro: barras redondas lisas ou estampadas, ou fio de ouro tecido. Um tipo mais raro torce uma barra única com um formato de X ao perfil.
Fora as terminações torcidas britânicas, as terminações dos torques da Idade do Ferro são geralmente formadas separadamente. A forma amortecedora da terminação era o mais popular em descobertas das modernas França e Alemanha, com alguns modelos amortecedores fundidos se abrindo na traseira ou laterais. Em ambos os tipos amortecedores e com franjas ornamentais salientes, decorações em baixo-relevo muitas vezes continuam atrás do aro até a ponta da lateral
Os c. 150 torques encontrados nas terras dos celtiberos da Galiza favoreceram as terminações terminadas em cilindros que se estendiam a uma ponta menor (como peras), ou um formato com moldura dupla chamado scotiae. As peras também são encontradas no norte da Itália, onde os aros geralmente terminam se tornando para trás de si mesmos, de modo que as terminações fiquem voltadas para os lados, talvez permitindo o fechamento ao enganchar. Ambos usaram majoritariamente barras planas redondas ou hastes finas enroladas em torno de um núcleo. Nas terminações dos torques britânicos, voltas ou anéis são comuns, e o aro principal pode ser duas ou mais barras torcidas juntas, ou diversos fios feitos de arame torcido. As decorações das terminações nos exemplares mais ricos são complexas, mas todas abstratas. Nos dois tipos, o aro em si normalmente não tem decoração extra, apesar do grande toque do Tesouro de Broighter Gold irlandês contar com decorações ao longo de toda a curva, é o único exemplar irlandês decorado dessa maneira.

## Galeria

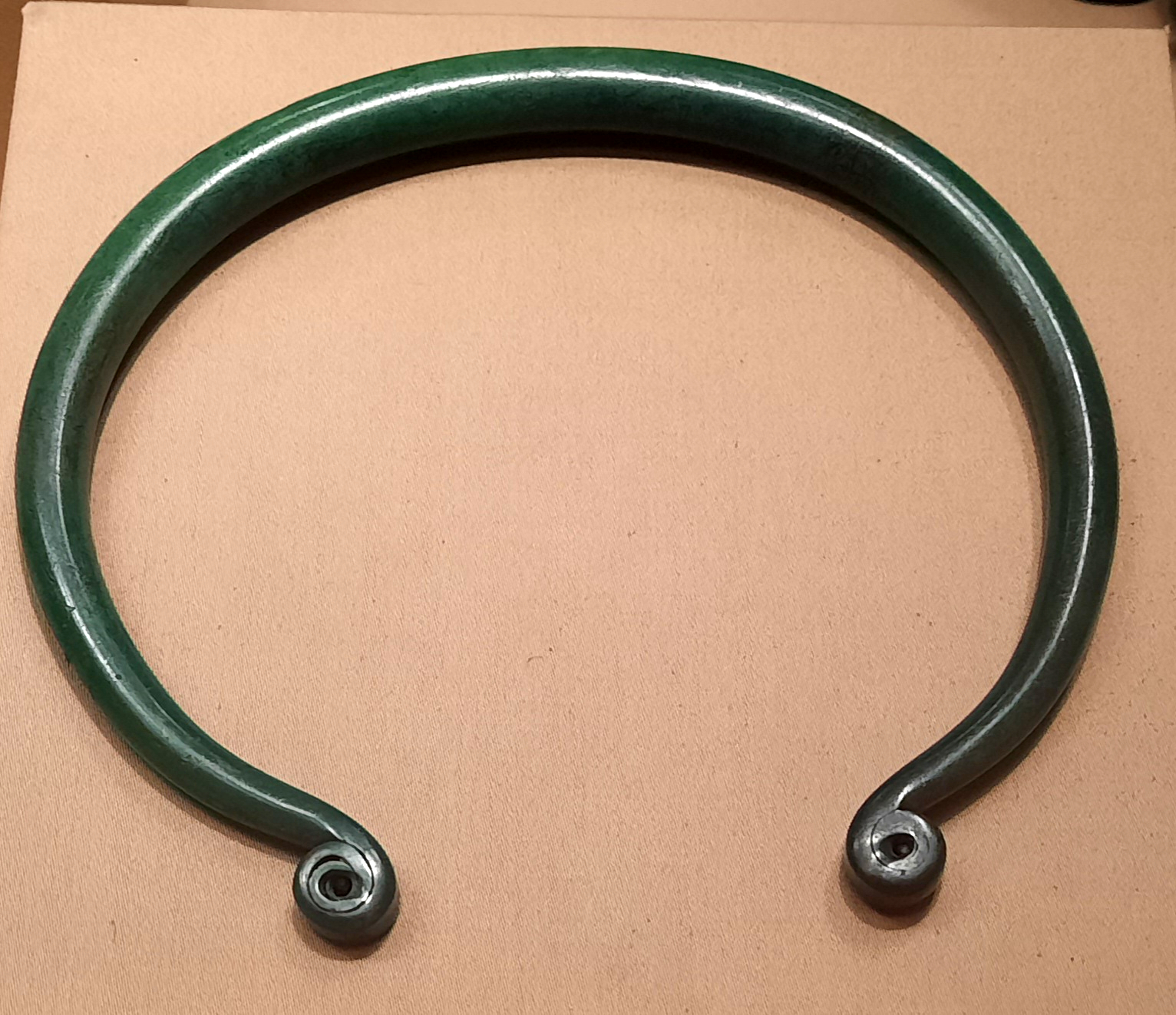
Torque, encontrado na Hungria, c. 1500 a.C., bronze
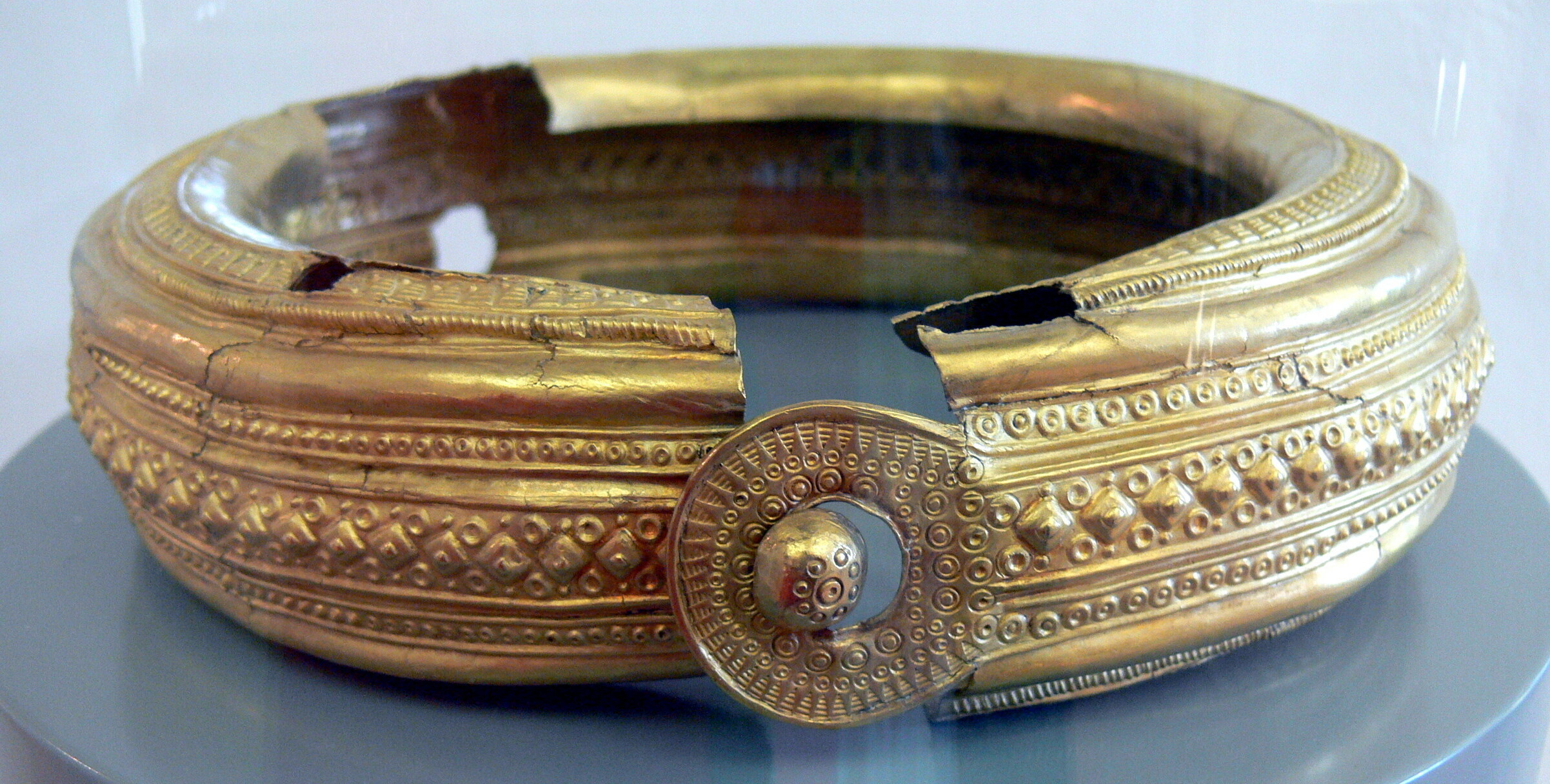
Torque de ouro da cultura Hallstatt com fecho, c. 550 a.C.
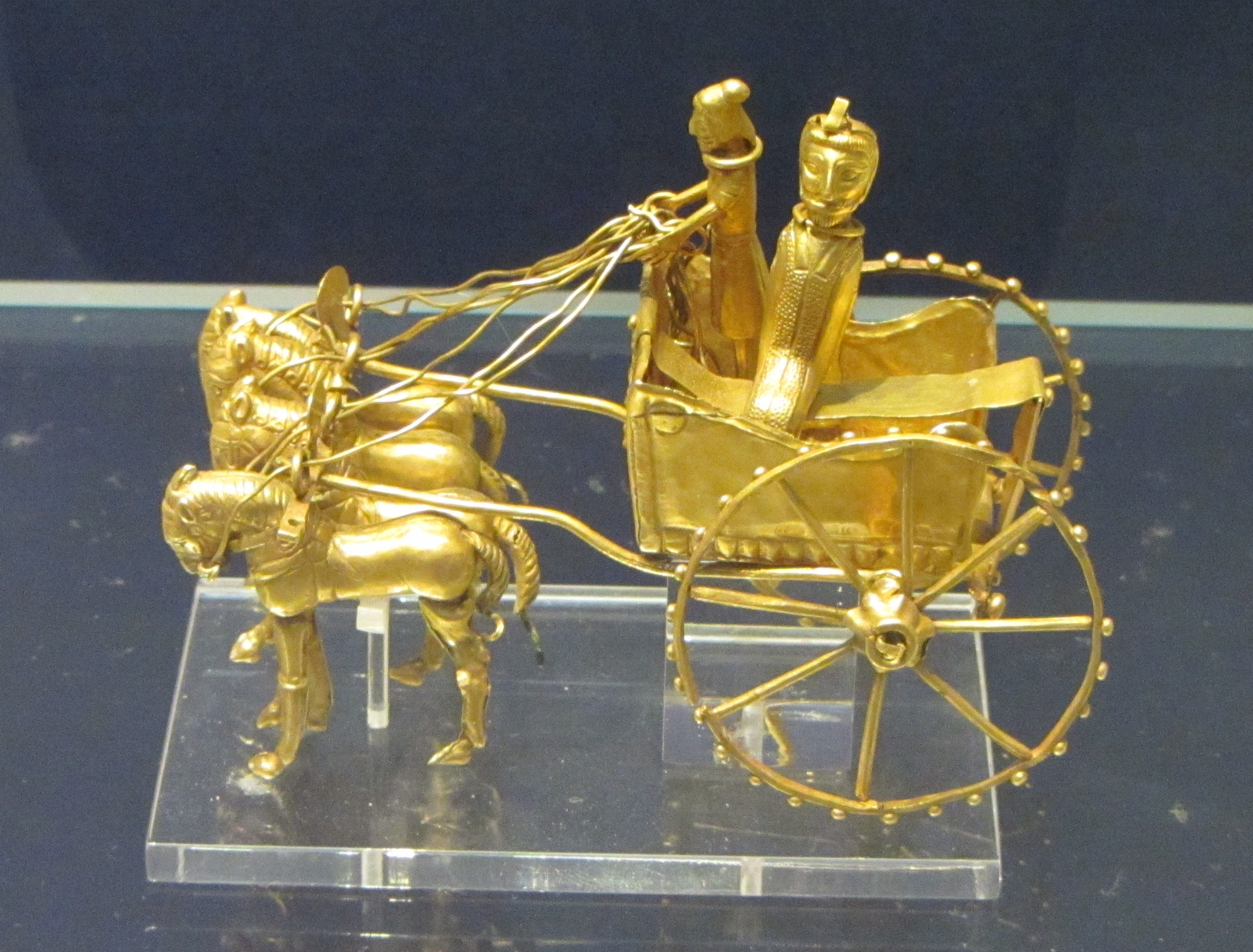
Modelo de carruagem do Tesouro de Oxus, com ambas as figuras usando torques
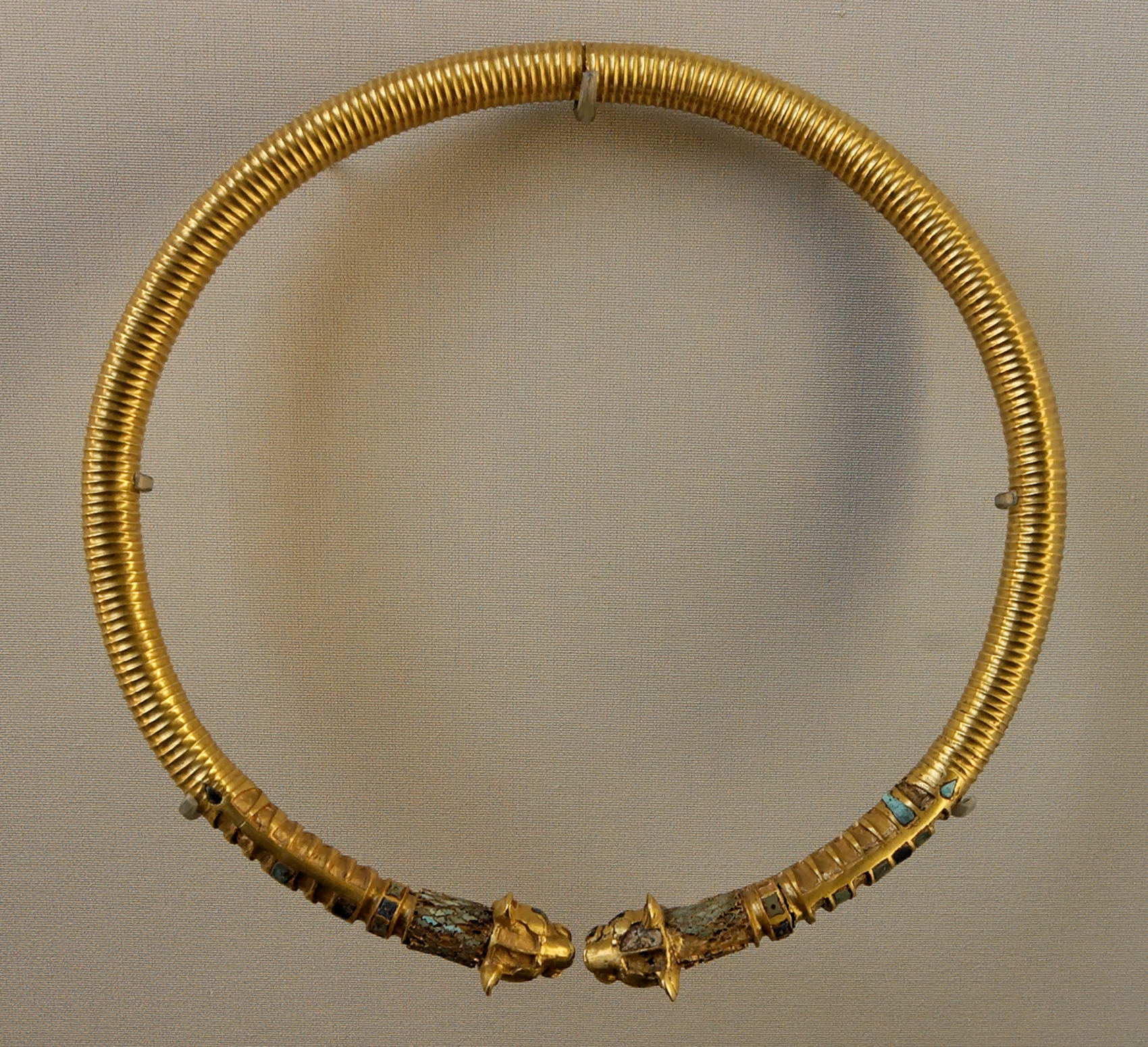
Torque da Pérsia Aquemênida, c. 350 a.C., Susa, com aro com nervuras, terminações de cabeça de animal e incrustações de pedra, da Tumba da Acrópole
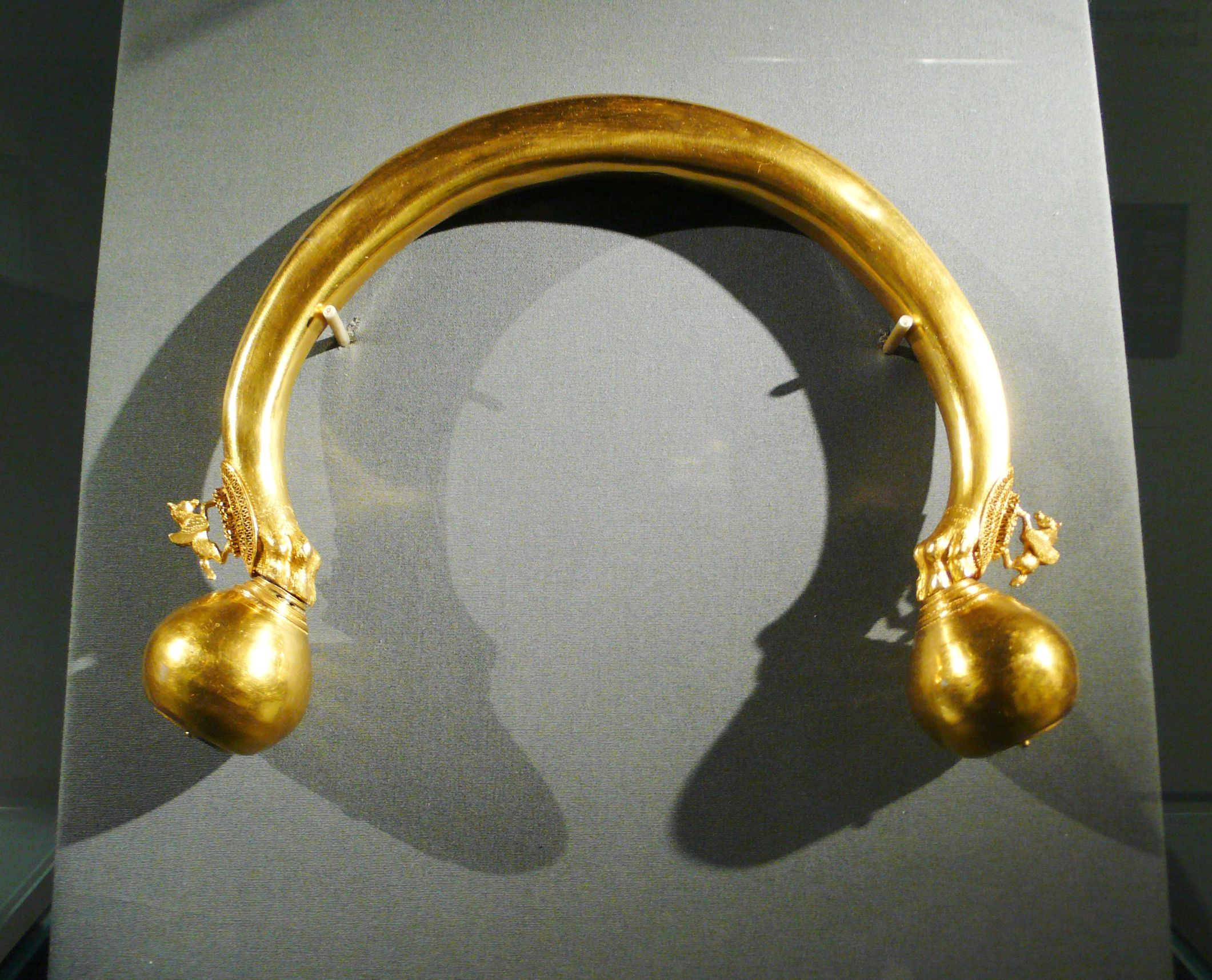
Torque celta de ouro encontrado em Vix, França, 480 a.C.; veja texto.
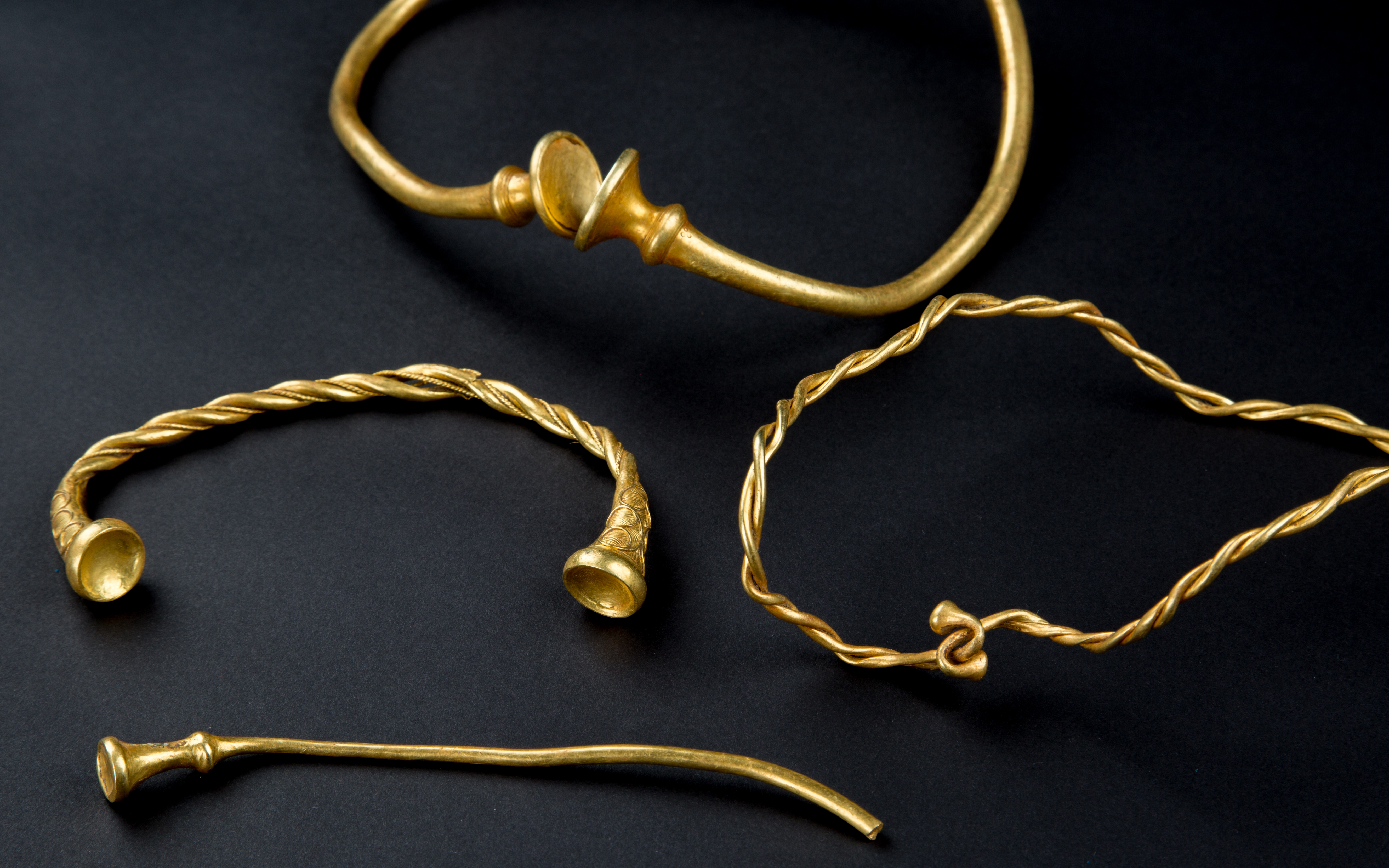
Os quatro torques de Leekfrith, datados de c. 400–250 a.C., que são os mais antigos torques de ouro encontrados na Grã-Bretanha
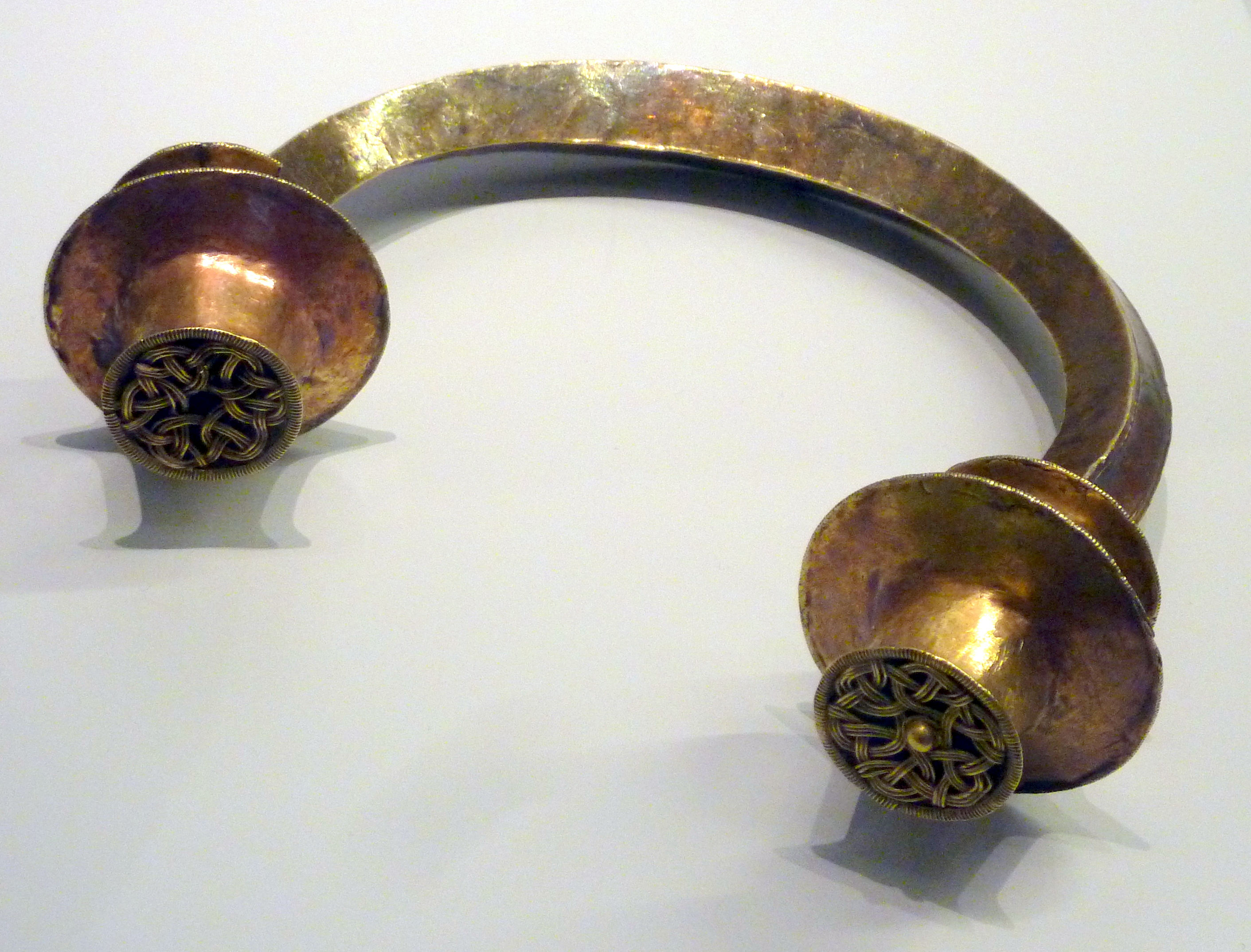
Torques de Foxados: um torque com terminais duplos scotia e motivo entrelaçado simétrico de 6 dobras
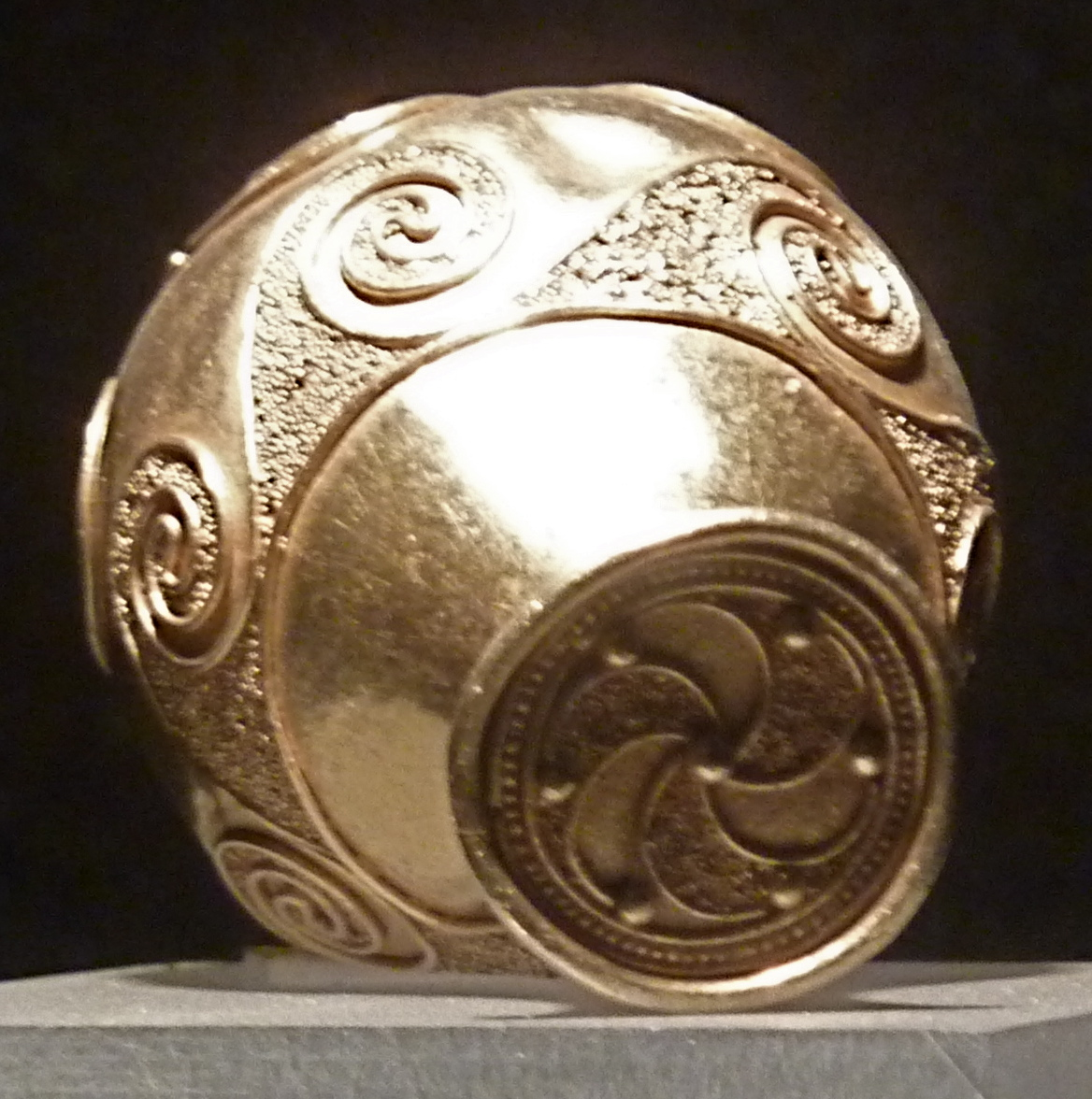
Terminação de torque em forma de sino de A Guarda, Galiza. Museu do Castro de S. Tegra.
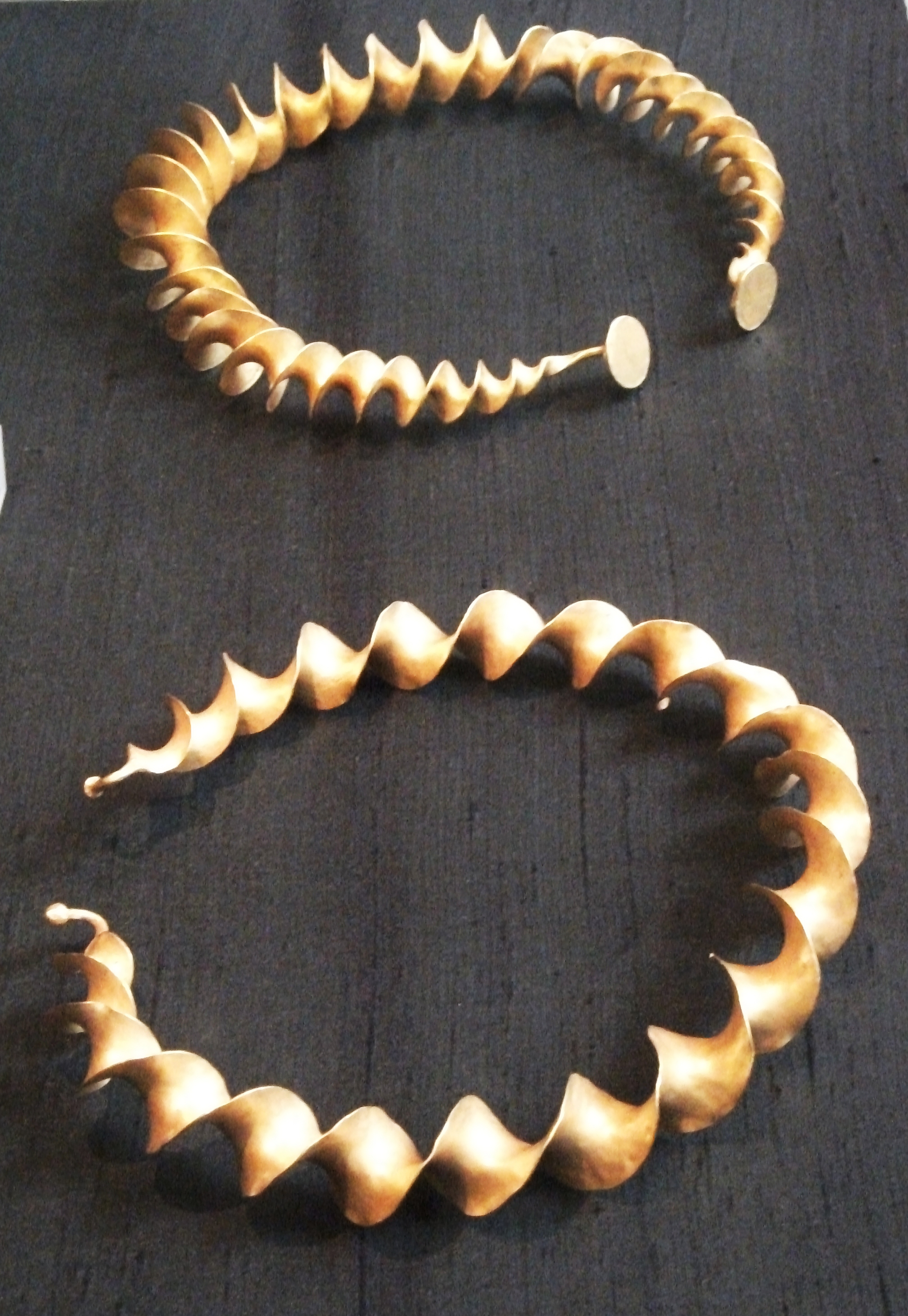
O tipo de fita torcida, aqui do Tesouro de Stirling, é encontrado na Idade do Bronze e na Idade do Ferro
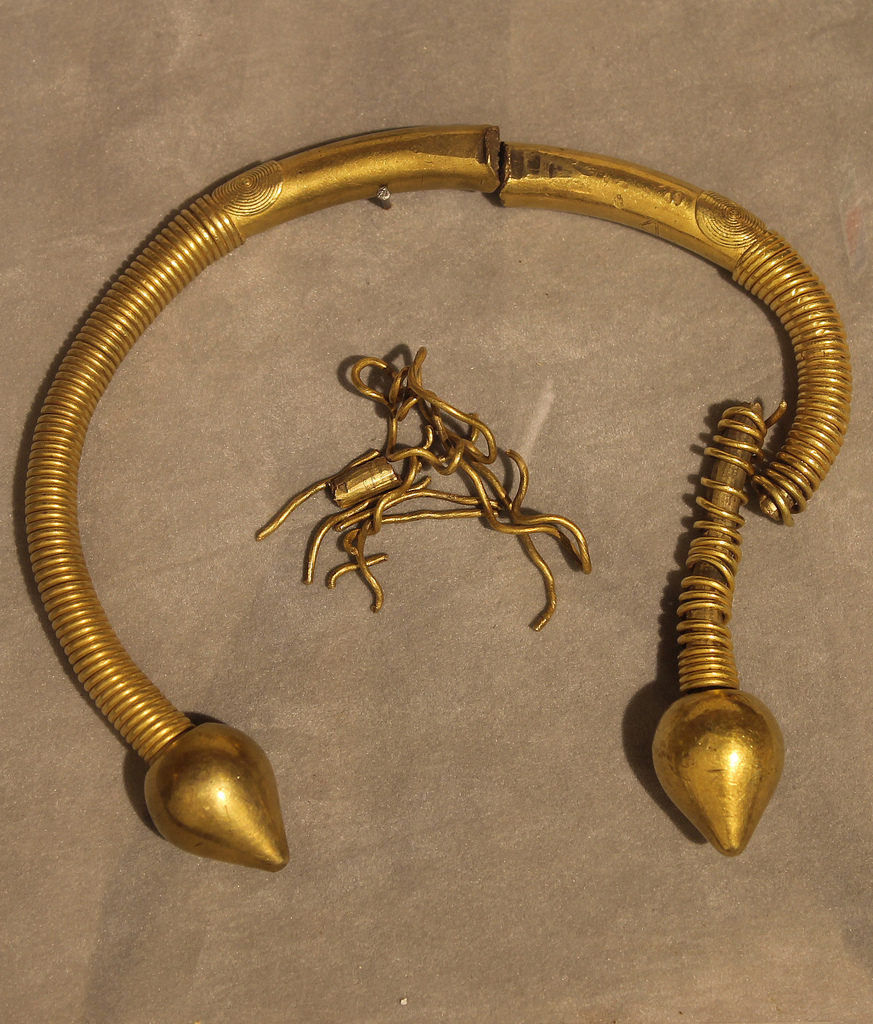
Torque norte Gallaeci (tipo Artabri com terminações em pêra) Galiza, mostrando construção e decoração do aro
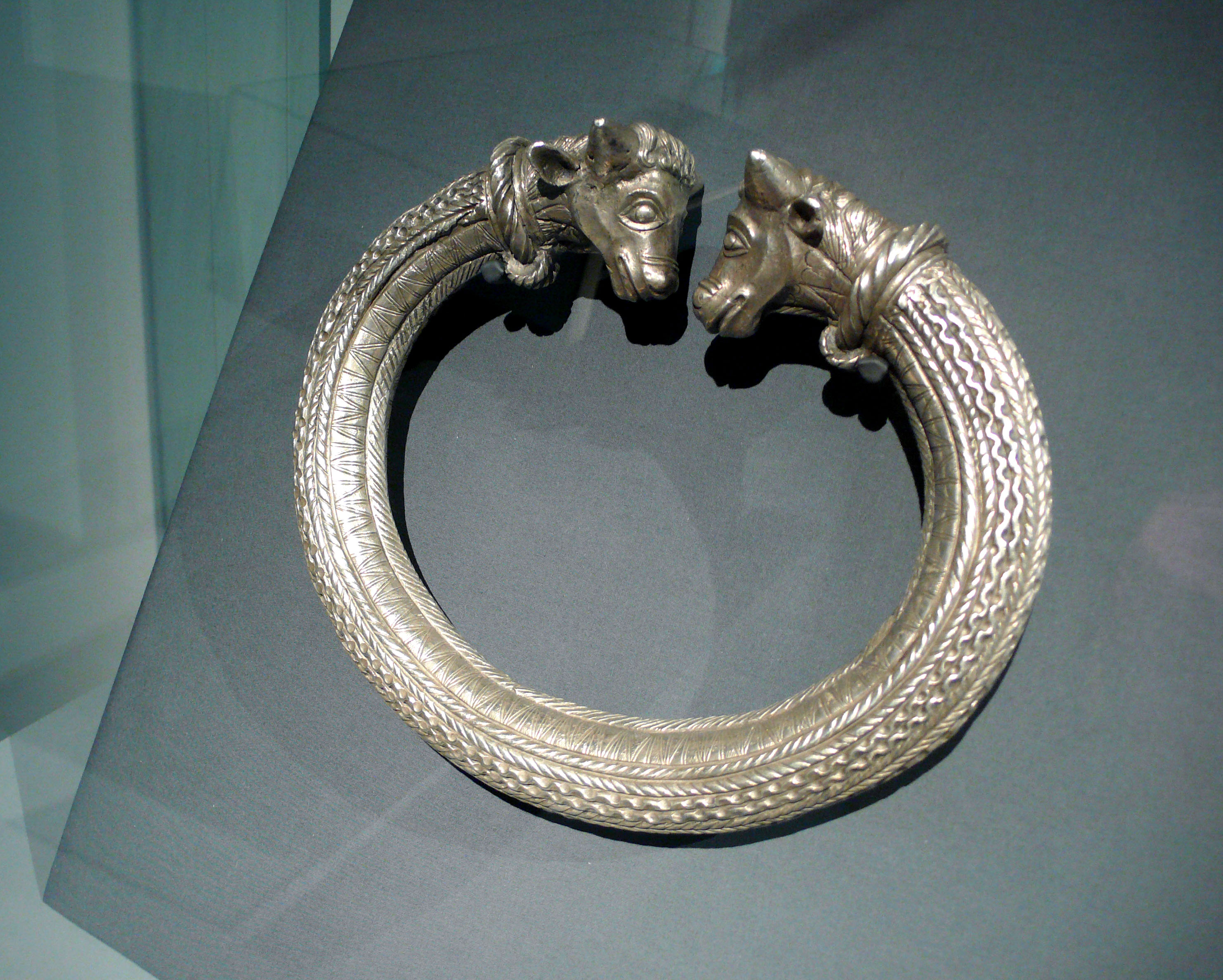
O torque de prata de  Trichtingen com cabeças de touro, talvez do século 2 a.C.
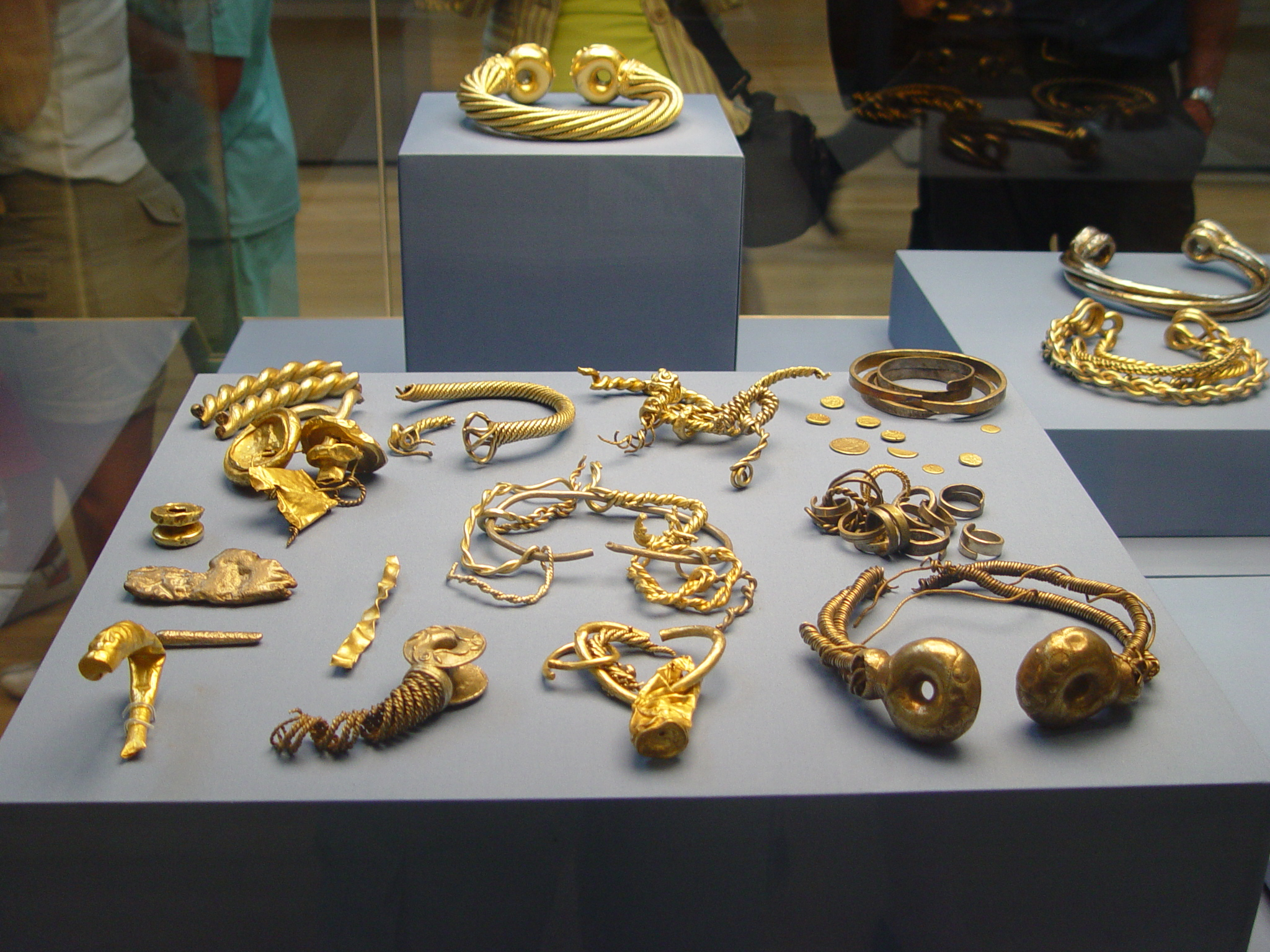
O tesouro de Snettisham, talvez o estoque de um ourives, mostrando a variedade de formas britânicas, c. 75 a.C.
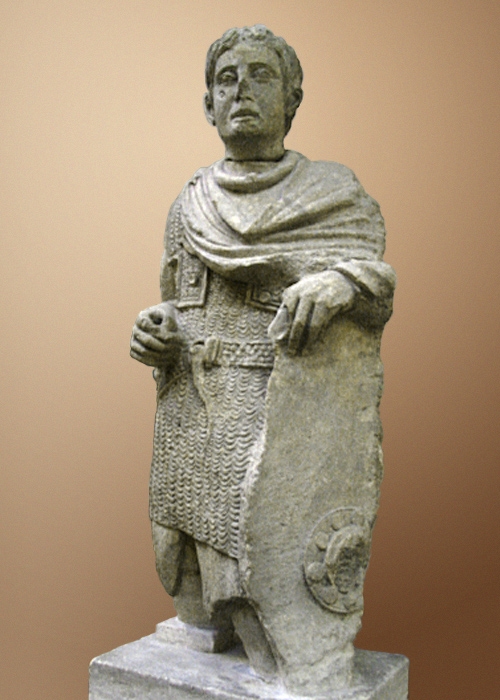
O Guerreiro de Vacheres Galo-Romano
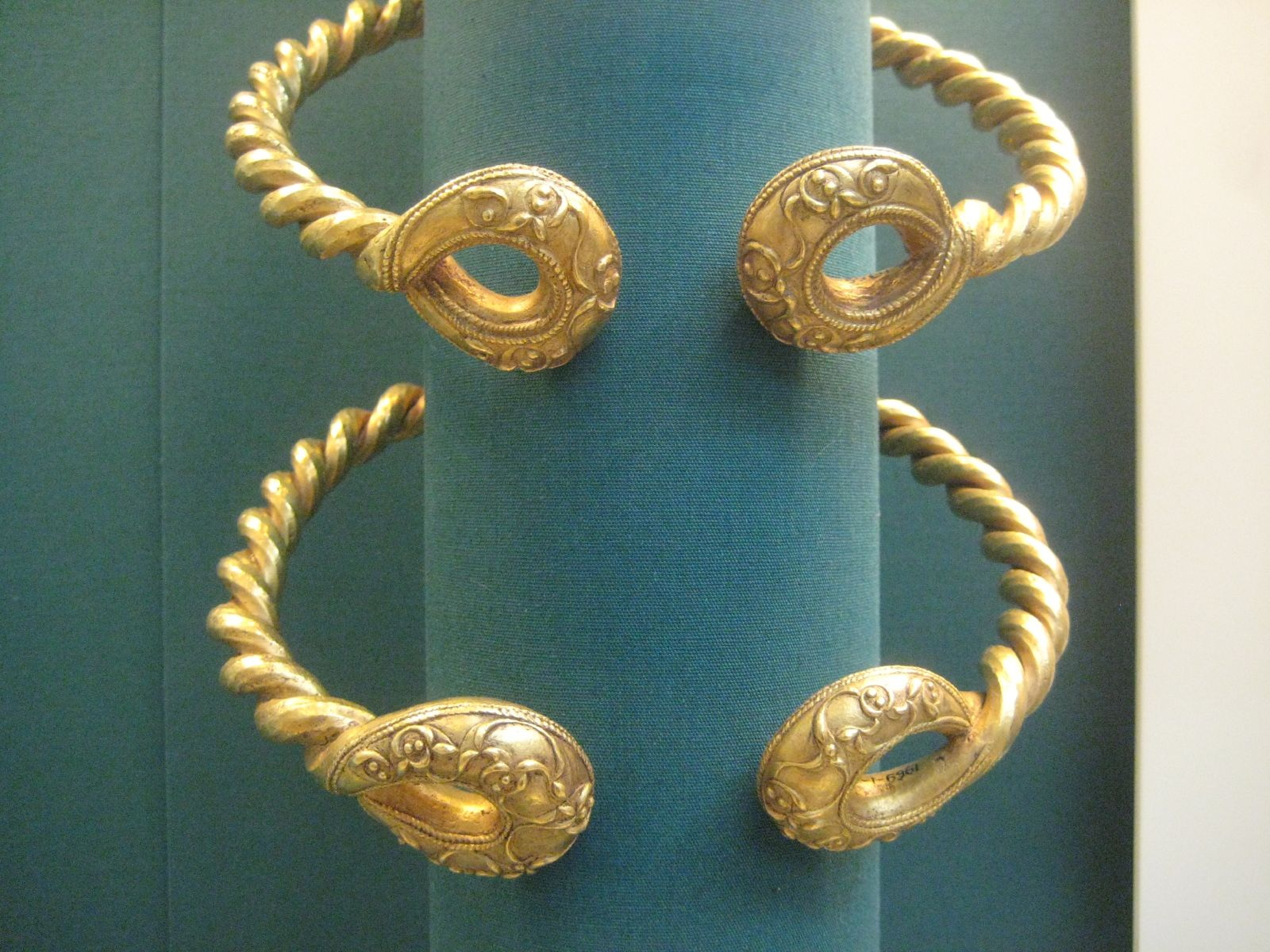
Dois torques em laço do Tesouro de Ipswich
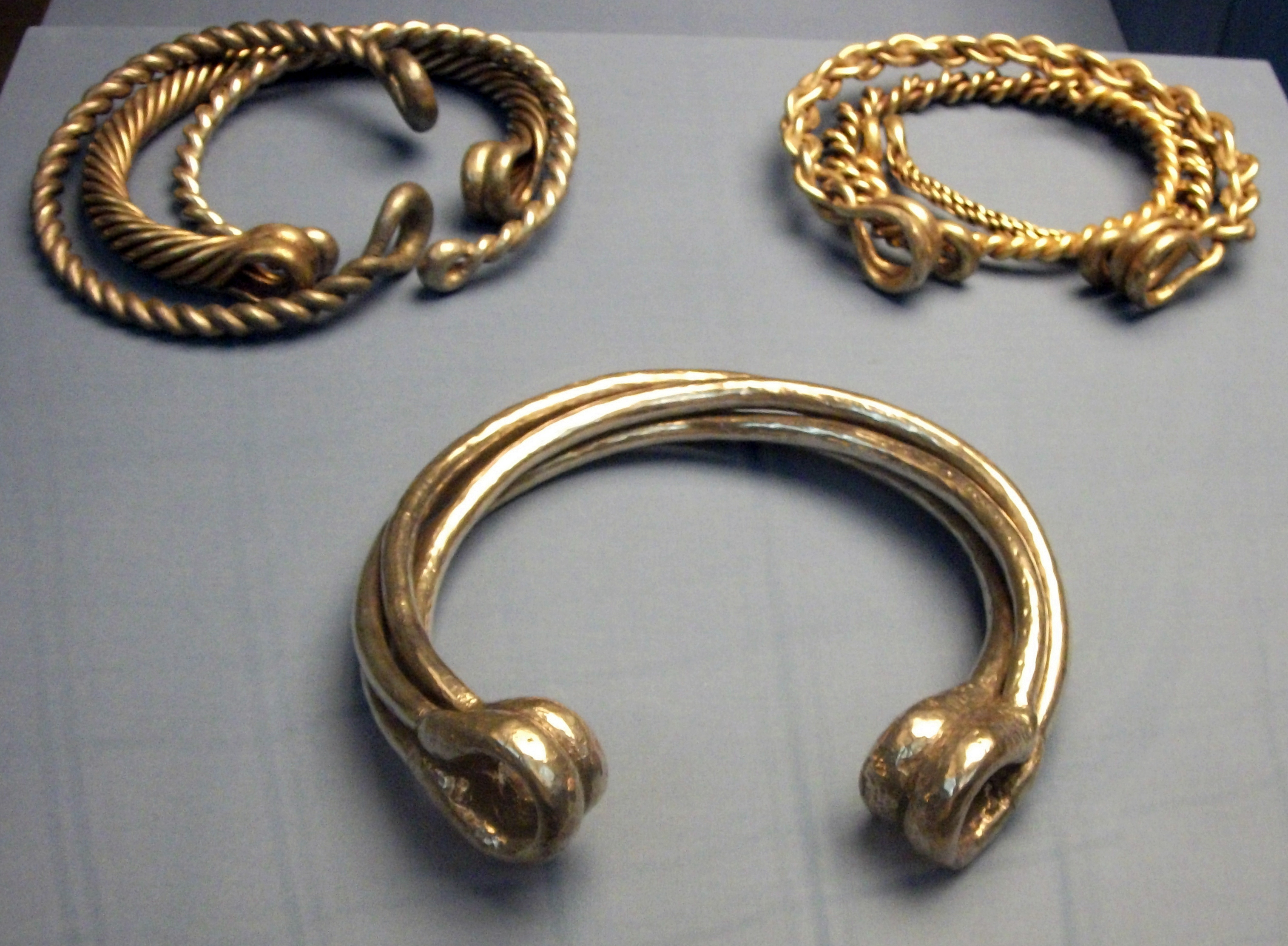
torques em laço do Tesouro de Snettisham
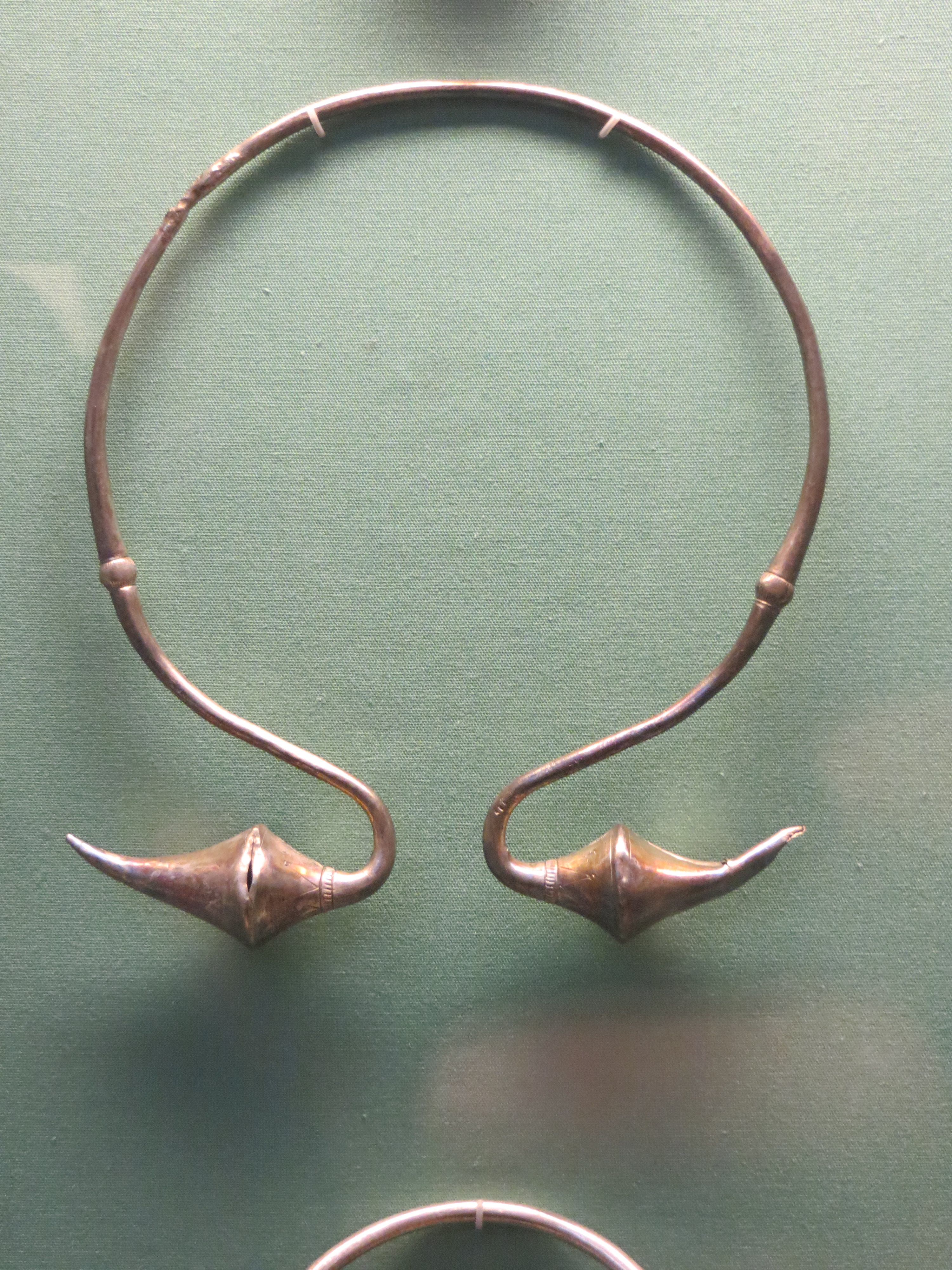
Grande torque de prata do Tesouro de Córdoba no Museu Britânico
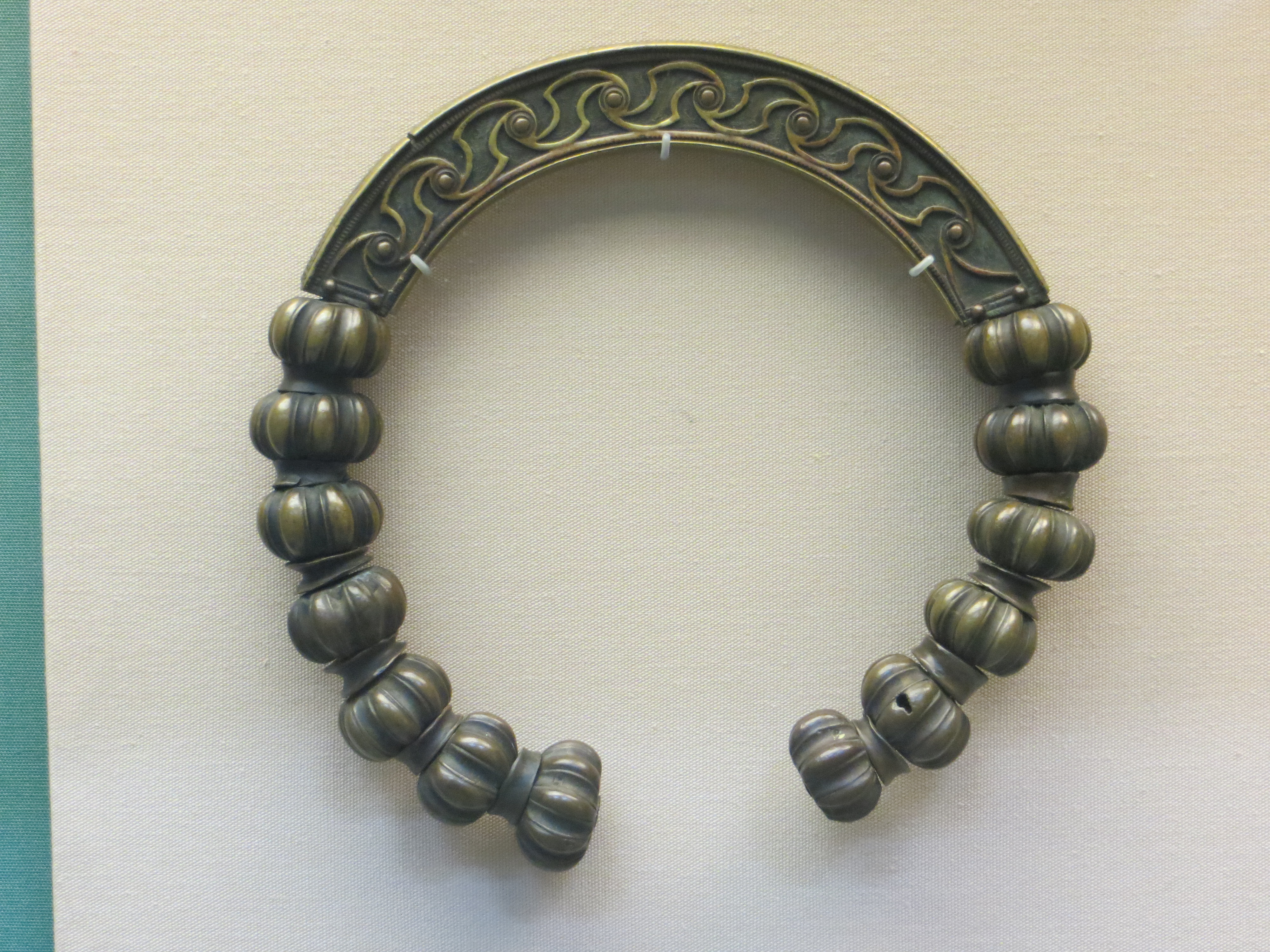
Colar de pescoço ornamentado da Idade do Ferro de Lochar Moss em Dumfrieshire, Escócia (Museu Britânico)
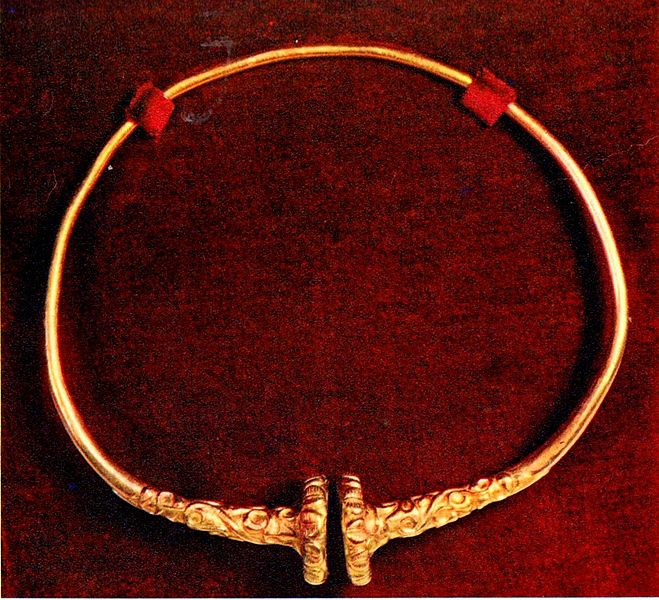
Torque de ouro celta encontrado em Marche em uma necrópole gaulesa, Museu Arqueológico Nacional, Ancona
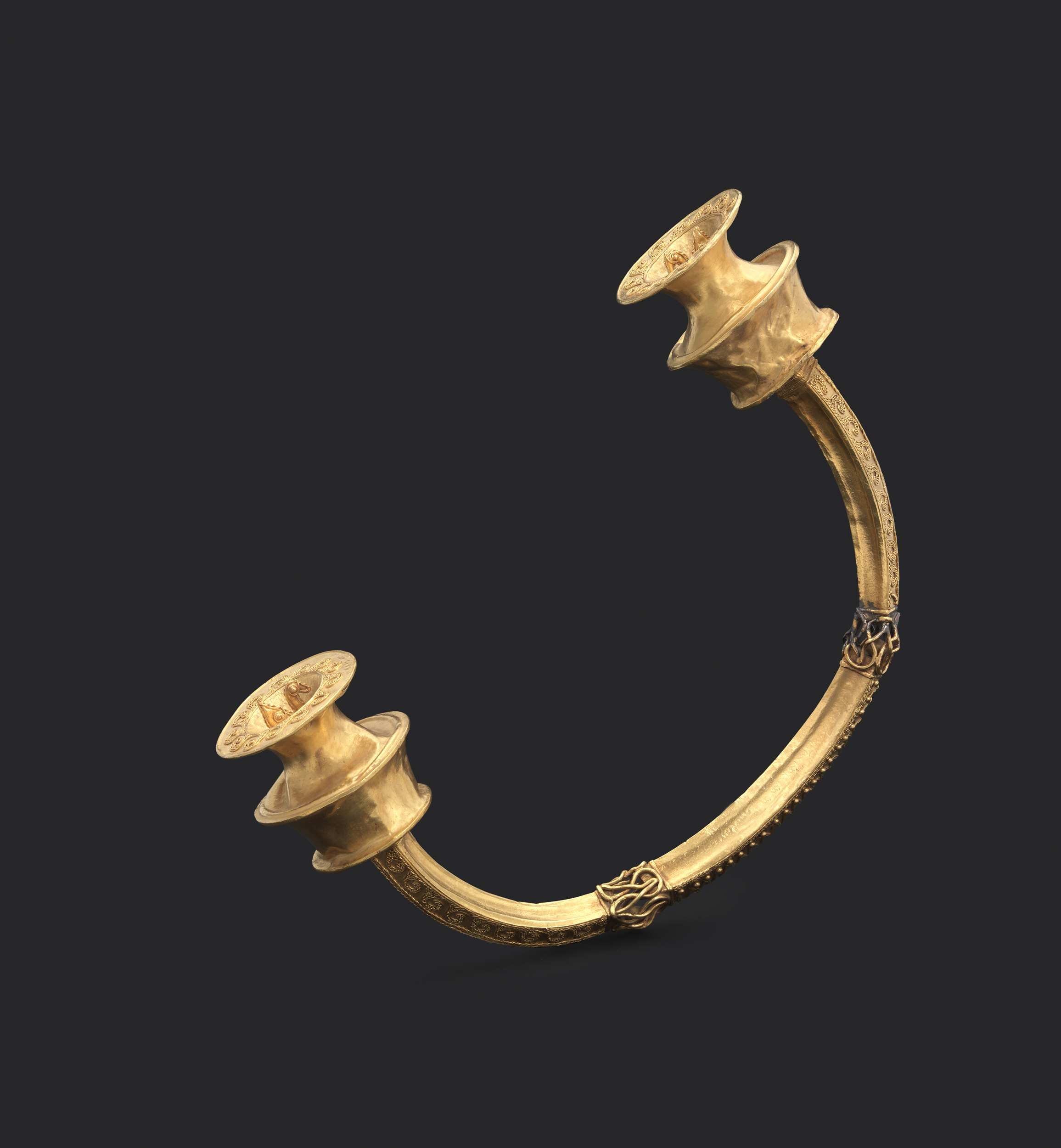
Torque, 2ª Idade do Ferro, Cultura Castreja, Península Ibérica, Museu Nacional de Arqueologia, Portugal
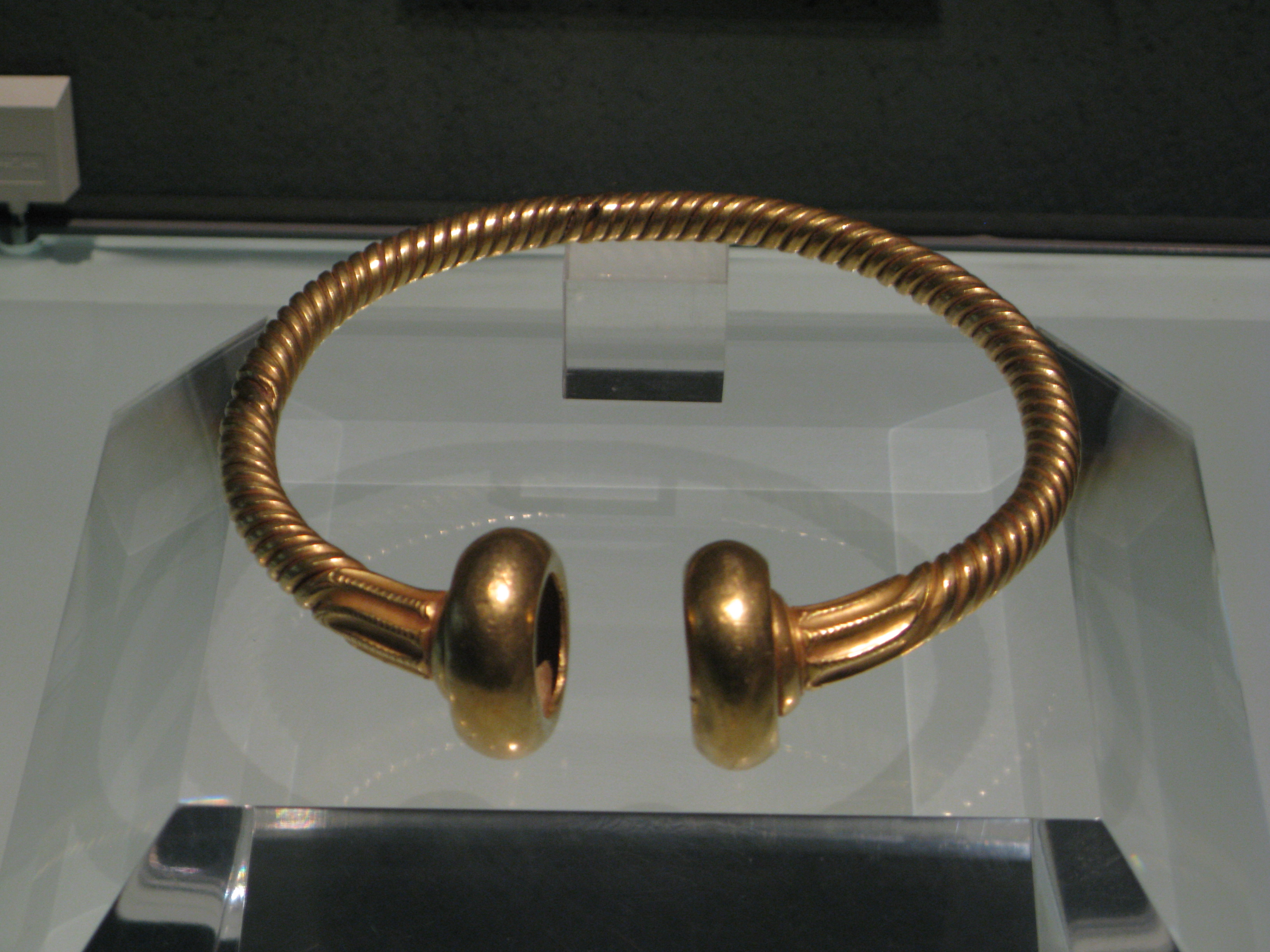
Torque de Ouro Gálico[38] Musée d'Aquitaine, Bordeaux